# Eleições autárquicas portuguesas de 1979
As eleições autárquicas portuguesas de 1979 foram realizadas a 16 de dezembro de 1979, e estas foram as segundas eleições para o poder local desde do 25 de Abril de 1974.
Estas eleições serviam para eleger os órgãos do poder local de Portugal que eram constituídos por 305 presidentes de câmaras municipais, 1 900 vereadores, 9 073 deputados para as assembleias municipais e, por fim, cerca de 40 000 mandatos para as assembleias de freguesias.
Apesar de o Partido Socialista (PS) ter terminado em primeiro lugar, os grandes vencedores destas eleições foram os partidos de centro-direita os quais, somando os resultados do Partido Social Democrata (PPD/PSD), Partido do Centro Democrático Social (CDS), Partido Popular Monárquico (PPM) e da Aliança Democrática (coligação entre os três), obtiveram cerca de 49% dos votos. 
De destacar também o resultado da Aliança Povo Unido (APU), coligação entre o Partido Comunista Português (PCP) e o Movimento Democrático Português (MDP/CDE), que obteve cerca de 20% dos votos e a liderança de cinquenta câmaras municipais.

## Mapa

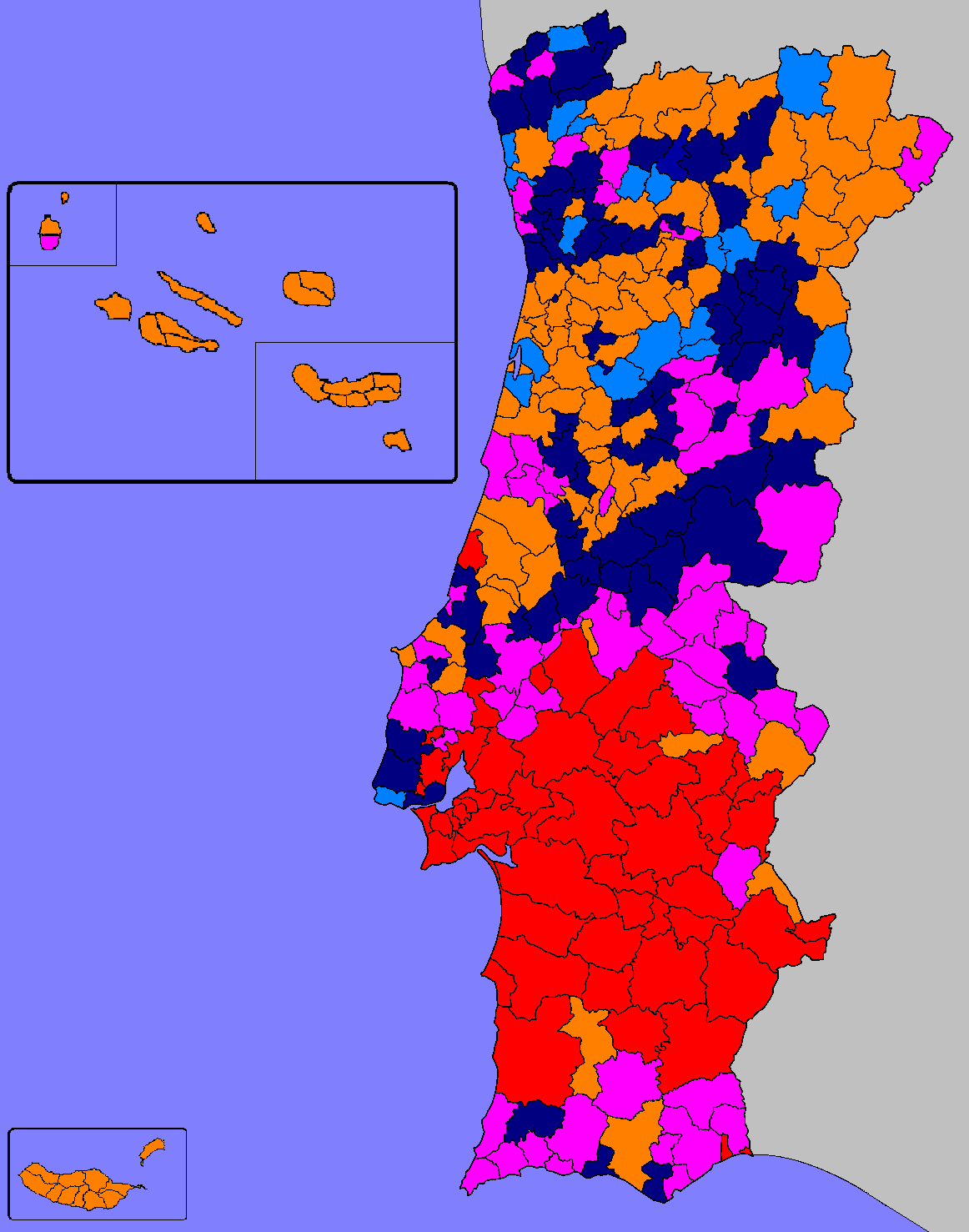
Partido mais votado por concelho (câmara municipal). Legenda: Azul escuro – AD; Laranja – PPD/PSD; Azul claro – CDS; Rosa – PS; Vermelho – APU; Azul cobalto – PPM.

## Partidos e coligações candidatas
| Sigla | Sigla     | Partido/Coligação                               |
| ----- | --------- | ----------------------------------------------- |
|       | AD        | Aliança Democrática                             |
|       | APU       | Aliança Povo Unido                              |
|       | CDS       | Partido do Centro Democrático Social            |
|       | PCTP/MRPP | Partido Comunista dos Trabalhadores Portugueses |
|       | PDC       | Partido da Democracia Cristã                    |
|       | POUS      | Partido Operário de Unidade Socialista          |
|       | PPD/PSD   | Partido Social Democrata                        |
|       | PPM       | Partido Popular Monárquico                      |
|       | PS        | Partido Socialista                              |
|       | UDP       | União Democrática Popular                       |
|       | UEDS      | União da Esquerda para a Democracia Socialista  |

## Resultados oficiais

### Câmaras e vereadores municipais
| Partido                 | Partido                                         | Votos     | %               | +/-  | Presidentes | +/-     | Vereadores    | +/-     |
| ----------------------- | ----------------------------------------------- | --------- | --------------- | ---- | ----------- | ------- | ------------- | ------- |
|                         | Aliança Democrática                             | 1 272 058 | 25,50 / 100,00  | Novo | 73 / 305    | Novo    | 426 / 1 900   | Novo    |
|                         | Partido Social Democrata                        | 733 384   | 14,70 / 100,00  | 9,57 | 101 / 305   | 14      | 475 / 1 900   | 149     |
|                         | Partido do Centro Democrático Social            | 344 902   | 6,92 / 100,00   | 9,69 | 20 / 305    | 16      | 156 / 1 900   | 161     |
|                         | Partido Popular Monárquico                      | 6 162     | 0,12 / 100,00   | 0,06 | 1 / 305     | Estável | 6 / 1 900     | 3       |
|                         | Aliança Democrática (Total)                     | 2 356 506 | 47,24 / 100,00  | Novo | 195 / 230   | Novo    | 1 063 / 1 900 | Novo    |
|                         | Partido Socialista                              | 1 380 134 | 27,67 / 100,00  | 5,57 | 60 / 305    | 55      | 516 / 1 900   | 175     |
|                         | Aliança Povo Unido                              | 1 021 486 | 20,48 / 100,00  | 2,79 | 50 / 305    | 13      | 316 / 1 900   | 48      |
|                         | União Democrática Popular                       | 64 355    | 1,29 / 100,00   | -    | 0 / 305     | -       | 3 / 1 900     | -       |
|                         | Partido Comunista dos Trabalhadores Portugueses | 24 456    | 0,49 / 100,00   | 0,17 | 0 / 305     | Estável | 0 / 1 900     | Estável |
|                         | Partido da Democracia Cristã                    | 6 616     | 0,13 / 100,00   | -    | 0 / 305     | -       | 2 / 1 900     |         |
|                         | União da Esquerda para a Democracia Socialista  | 1 873     | 0,04 / 100,00   | Novo | 0 / 305     | Novo    | 0 / 1 900     | Novo    |
|                         | Partido Operário de Unidade Socialista          | 273       | 0,01 / 100,00   | Novo | 0 / 305     | Novo    | 0 / 1 900     | Novo    |
| Votos inválidos         | Votos inválidos                                 | 132 035   | 2,65 / 100,00   | 1,73 |             |         |               |         |
| Total                   | Total                                           | 4 987 734 | 100,00 / 100,00 |      | 305 / 305   | 1       | 1 900 / 1 900 | 8       |
| Eleitorado/Participação | Eleitorado/Participação                         | 6 761 457 | 73,77 / 100,00  | 9,22 |             |         |               |         |

### Assembleias municipais
| Partido                 | Partido                                         | Votos     | %               | +/-   | Mandatos      | +/-     |
| ----------------------- | ----------------------------------------------- | --------- | --------------- | ----- | ------------- | ------- |
|                         | Partido Socialista                              | 1 245 306 | 28,38 / 100,00  | 6,64  | 2 682 / 9 703 | 988     |
|                         | Aliança Democrática                             | 1 056 656 | 24,08 / 100,00  | Novo  | 2 122 / 9 703 | Novo    |
|                         | Aliança Povo Unido                              | 916 990   | 20,90 / 100,00  | 1,86  | 1 746 / 9 703 | 1 067   |
|                         | Partido Social Democrata                        | 747 911   | 17,05 / 100,00  | 8,66  | 2 230 / 9 703 | 572     |
|                         | Partido do Centro Democrático Social            | 308 721   | 7,04 / 100,00   | 10,20 | 832 / 9 703   | 221     |
|                         | União Democrática Popular                       | 55 794    | 1,27 / 100,00   | -     | 58 / 9 703    | -       |
|                         | Partido Comunista dos Trabalhadores Portugueses | 10 783    | 0,25 / 100,00   | 0,12  | 0 / 9 703     | Estável |
|                         | Partido Popular Monárquico                      | 5 578     | 0,13 / 100,00   | 0,04  | 26 / 9 703    | 24      |
|                         | União da Esquerda para a Democracia Socialista  | 596       | 0,01 / 100,00   | Novo  | 3 / 9 703     | Novo    |
|                         | Partido da Democracia Cristã                    | 417       | 0,00 / 100,00   | 0,02  | 0 / 9 703     | Estável |
| Votos inválidos         | Votos inválidos                                 | 121 805   | 2,78 / 100,00   | 1,86  |               |         |
| Total                   | Total                                           | 4 387 818 | 100,00 / 100,00 |       | 9 703 / 9 703 | 4 568   |
| Eleitorado/Participação | Eleitorado/Participação                         | 6 105 647 | 71,86 / 100,00  | 7,26  |               |         |

### Assembleias de freguesia
| Partido                 | Partido                                         | Votos     | %               | +/-  | Mandatos        | +/-    |
| ----------------------- | ----------------------------------------------- | --------- | --------------- | ---- | --------------- | ------ |
|                         | Partido Socialista                              | 1 219 298 | 28,59 / 100,00  | 4,10 | 10 613 / 40 110 | 2 268  |
|                         | Aliança Democrática                             | 1 000 702 | 23,46 / 100,00  | Novo | 9 785 / 40 110  | Novo   |
|                         | Aliança Povo Unido                              | 896 670   | 21,07 / 100,00  | 5,70 | 4 732 / 40 110  | 2 441  |
|                         | Partido Social Democrata                        | 736 954   | 17,28 / 100,00  | 7,05 | 9 447 / 40 110  | 371    |
|                         | Partido do Centro Democrático Social            | 306 332   | 7,18 / 100,00   | 7,89 | 4 661 / 40 110  | 416    |
|                         | Grupos de cidadãos eleitores                    | 49 207    | 1,15 / 100,00   | 2,81 | 707 / 40 110    | 523    |
|                         | União Democrática Popular                       | 41 414    | 0,97 / 100,00   | -    | 55 / 40 110     | -      |
|                         | Partido Comunista dos Trabalhadores Portugueses | 6 010     | 0,14 / 100,00   | 0,19 | 3 / 40 110      | 1      |
|                         | Partido Popular Monárquico                      | 5 006     | 0,12 / 100,00   | 0,08 | 78 / 40 110     | 66     |
|                         | Partido da Democracia Cristã                    | 2 594     | 0,06 / 100,00   | -    | 26 / 40 110     | -      |
|                         | Partido Operário de Unidade Socialista          | 695       | 0,02 / 100,00   | Novo | 1 / 40 110      | Novo   |
|                         | União da Esquerda para a Democracia Socialista  | 600       | 0,01 / 100,00   | Novo | 2 / 40 110      | Novo   |
| Votos inválidos         | Votos inválidos                                 | 123 206   | 2,89 / 100,00   | 1,56 |                 |        |
| Total                   | Total                                           | 4 265 187 | 100,00 / 100,00 |      | 40 110 / 40 110 | 13 975 |
| Eleitorado/Participação | Eleitorado/Participação                         | 6 031 266 | 70,72 / 100,00  | 5,22 |                 |        |

## Resultados por distrito ou região autónoma

### Região Autónoma dos Açores
| Partido                 | Partido                                         | Votos   | %               | +/-   | Presidentes | +/-     | Vereadores | +/-     |
| ----------------------- | ----------------------------------------------- | ------- | --------------- | ----- | ----------- | ------- | ---------- | ------- |
|                         | Partido Social Democrata                        | 61 393  | 60,79 / 100,00  | 5,53  | 18 / 19     | Estável | 77 / 107   | 7       |
|                         | Partido Socialista                              | 23 776  | 23,54 / 100,00  | 6,67  | 1 / 19      | 1       | 25 / 107   | Estável |
|                         | Partido do Centro Democrático Social            | 7 490   | 7,42 / 100,00   | 1,42  | 0 / 19      | 1       | 5 / 107    | 4       |
|                         | Aliança Povo Unido                              | 3 571   | 3,54 / 100,00   | 2,07  | 0 / 19      | Estável | 0 / 107    | 1       |
|                         | União Democrática Popular                       | 300     | 0,30 / 100,00   | -     | 0 / 19      | -       | 0 / 107    | -       |
|                         | Partido Comunista dos Trabalhadores Portugueses | 251     | 0,25 / 100,00   | -     | 0 / 19      | -       | 0 / 107    | -       |
| Votos inválidos         | Votos inválidos                                 | 4 206   | 4,17 / 100,00   | 0,05  |             |         |            |         |
| Total                   | Total                                           | 100 987 | 100,00 / 100,00 |       | 19 / 19     |         | 107 / 107  | 2       |
| Eleitorado/Participação | Eleitorado/Participação                         | 156 375 | 64,58 / 100,00  | 13,71 |             |         |            |         |

### Distrito de Aveiro
| Partido                 | Partido                                         | Votos   | %               | +/-  | Presidentes | +/-     | Vereadores | +/-     |
| ----------------------- | ----------------------------------------------- | ------- | --------------- | ---- | ----------- | ------- | ---------- | ------- |
|                         | Partido Social Democrata                        | 112 987 | 38,55 / 100,00  | 2,57 | 14 / 19     | 1       | 59 / 131   | 6       |
|                         | Partido Socialista                              | 63 980  | 21,83 / 100,00  | 6,17 | 0 / 19      | 3       | 26 / 131   | 11      |
|                         | Partido do Centro Democrático Social            | 63 107  | 21,53 / 100,00  | 2,91 | 2 / 19      | 1       | 27 / 131   | 10      |
|                         | Aliança Povo Unido                              | 26 099  | 8,91 / 100,00   | 2,29 | 0 / 19      | Estável | 8 / 131    | 5       |
|                         | Aliança Democrática                             | 17 016  | 5,81 / 100,00   | Novo | 3 / 19      | Novo    | 11 / 131   | Novo    |
|                         | União Democrática Popular                       | 1 369   | 0,47 / 100,00   | -    | 0 / 19      | -       | 0 / 131    | -       |
|                         | Partido Comunista dos Trabalhadores Portugueses | 559     | 0,19 / 100,00   | 0,29 | 0 / 19      | Estável | 0 / 131    | Estável |
| Votos inválidos         | Votos inválidos                                 | 7 954   | 2,71 / 100,00   | 1,15 |             |         |            |         |
| Total                   | Total                                           | 293 071 | 100,00 / 100,00 |      | 19 / 19     |         | 131 / 131  | 2       |
| Eleitorado/Participação | Eleitorado/Participação                         | 404 874 | 72,39 / 100,00  | 5,72 |             |         |            |         |

### Distrito de Beja
| Partido                 | Partido                                         | Votos   | %               | +/-   | Presidentes | +/-     | Vereadores | +/-  |
| ----------------------- | ----------------------------------------------- | ------- | --------------- | ----- | ----------- | ------- | ---------- | ---- |
|                         | Aliança Povo Unido                              | 63 265  | 56,75 / 100,00  | 9,50  | 12 / 14     | 3       | 51 / 78    | 12   |
|                         | Partido Socialista                              | 24 457  | 21,94 / 100,00  | 17,24 | 1 / 14      | 3       | 17 / 78    | 18   |
|                         | Aliança Democrática                             | 15 327  | 13,75 / 100,00  | Novo  | 0 / 14      | Novo    | 5 / 78     | Novo |
|                         | Partido Social Democrata                        | 4 527   | 4,06 / 100,00   | 0,71  | 1 / 14      | Estável | 5 / 78     | 1    |
|                         | União Democrática Popular                       | 855     | 0,77 / 100,00   | -     | 0 / 14      | -       | 0 / 78     | -    |
|                         | Partido Comunista dos Trabalhadores Portugueses | 104     | 0,09 / 100,00   | -     | 0 / 14      | -       | 0 / 78     | -    |
| Votos inválidos         | Votos inválidos                                 | 2 944   | 2,64 / 100,00   | 3,60  |             |         |            |      |
| Total                   | Total                                           | 111 479 | 100,00 / 100,00 |       | 14 / 14     |         | 78 / 78    |      |
| Eleitorado/Participação | Eleitorado/Participação                         | 144 136 | 77,34 / 100,00  | 9,28  |             |         |            |      |

### Distrito de Braga
| Partido                 | Partido                                         | Votos   | %               | +/-   | Presidentes | +/-     | Vereadores | +/-     |
| ----------------------- | ----------------------------------------------- | ------- | --------------- | ----- | ----------- | ------- | ---------- | ------- |
|                         | Partido Socialista                              | 111 985 | 32,78 / 100,00  | 6,52  | 2 / 13      | 1       | 30 / 95    | 5       |
|                         | Partido Social Democrata                        | 70 311  | 20,58 / 100,00  | 9,05  | 4 / 13      | 2       | 29 / 95    | 7       |
|                         | Aliança Democrática                             | 62 419  | 18,27 / 100,00  | Novo  | 3 / 13      | Novo    | 13 / 95    | Novo    |
|                         | Partido do Centro Democrático Social            | 52 073  | 15,24 / 100,00  | 11,02 | 4 / 13      | Estável | 20 / 95    | 10      |
|                         | Aliança Povo Unido                              | 31 674  | 9,27 / 100,00   | 0,49  | 0 / 13      | Estável | 3 / 95     | 1       |
|                         | União Democrática Popular                       | 1 325   | 0,38 / 100,00   | -     | 0 / 13      | -       | 0 / 95     | -       |
|                         | Partido Comunista dos Trabalhadores Portugueses | 1 310   | 0,38 / 100,00   | 0,23  | 0 / 13      | Estável | 0 / 95     | Estável |
| Votos inválidos         | Votos inválidos                                 | 10 537  | 3,08 / 100,00   | 2,36  |             |         |            |         |
| Total                   | Total                                           | 341 621 | 100,00 / 100,00 |       | 13 / 13     |         | 95 / 95    |         |
| Eleitorado/Participação | Eleitorado/Participação                         | 417 070 | 81,91 / 100,00  | 7,71  |             |         |            |         |

### Distrito de Bragança
| Partido                 | Partido                                         | Votos   | %               | +/-  | Presidentes | +/-     | Vereadores | +/-     |
| ----------------------- | ----------------------------------------------- | ------- | --------------- | ---- | ----------- | ------- | ---------- | ------- |
|                         | Partido Social Democrata                        | 38 432  | 46,34 / 100,00  | 9,62 | 9 / 12      | 3       | 38 / 70    | 11      |
|                         | Partido do Centro Democrático Social            | 19 484  | 23,49 / 100,00  | 3,52 | 2 / 12      | 3       | 18 / 70    | 3       |
|                         | Partido Socialista                              | 15 234  | 18,37 / 100,00  | 5,99 | 1 / 12      | Estável | 13 / 70    | 6       |
|                         | Aliança Povo Unido                              | 5 595   | 6,75 / 100,00   | 0,56 | 0 / 12      | Estável | 1 / 70     | Estável |
|                         | União Democrática Popular                       | 401     | 0,48 / 100,00   | -    | 0 / 12      | -       | 0 / 70     | -       |
|                         | Partido Comunista dos Trabalhadores Portugueses | 185     | 0,22 / 100,00   | -    | 0 / 12      | -       | 0 / 70     | -       |
| Votos inválidos         | Votos inválidos                                 | 3 600   | 4,34 / 100,00   | 1,37 |             |         |            |         |
| Total                   | Total                                           | 82 931  | 100,00 / 100,00 |      | 12 / 12     |         | 70 / 70    | 1       |
| Eleitorado/Participação | Eleitorado/Participação                         | 127 746 | 64,92 / 100,00  | 8,92 |             |         |            |         |

### Distrito de Castelo Branco
| Partido                 | Partido                                         | Votos   | %               | +/-   | Presidentes | +/-     | Vereadores | +/-     |
| ----------------------- | ----------------------------------------------- | ------- | --------------- | ----- | ----------- | ------- | ---------- | ------- |
|                         | Aliança Democrática                             | 63 974  | 51,41 / 100,00  | Novo  | 8 / 11      | Novo    | 42 / 65    | Novo    |
|                         | Partido Socialista                              | 39 486  | 31,73 / 100,00  | 4,17  | 3 / 11      | 4       | 18 / 65    | 8       |
|                         | Aliança Povo Unido                              | 14 872  | 11,95 / 100,00  | 2,59  | 0 / 11      | Estável | 5 / 65     | 2       |
|                         | Partido Comunista dos Trabalhadores Portugueses | 974     | 0,78 / 100,00   | 0,84  | 0 / 11      | Estável | 0 / 65     | Estável |
|                         | União Democrática Popular                       | 411     | 0,33 / 100,00   | -     | 0 / 11      | -       | 0 / 65     | -       |
| Votos inválidos         | Votos inválidos                                 | 4 722   | 3,80 / 100,00   | 3,89  |             |         |            |         |
| Total                   | Total                                           | 124 439 | 100,00 / 100,00 |       | 11 / 11     |         | 65 / 65    |         |
| Eleitorado/Participação | Eleitorado/Participação                         | 178 190 | 69,84 / 100,00  | 11,40 |             |         |            |         |

### Distrito de Coimbra
| Partido                 | Partido                                         | Votos   | %               | +/-   | Presidentes | +/-     | Vereadores | +/-     |
| ----------------------- | ----------------------------------------------- | ------- | --------------- | ----- | ----------- | ------- | ---------- | ------- |
|                         | Partido Socialista                              | 72 011  | 34,03 / 100,00  | 1,87  | 4 / 17      | 5       | 35 / 103   | 13      |
|                         | Aliança Democrática                             | 65 007  | 30,72 / 100,00  | Novo  | 4 / 17      | Novo    | 27 / 103   | Novo    |
|                         | Partido Social Democrata                        | 32 717  | 15,46 / 100,00  | 14,26 | 9 / 17      | 1       | 34 / 103   | 8       |
|                         | Aliança Povo Unido                              | 25 179  | 11,90 / 100,00  | 2,00  | 0 / 17      | Estável | 4 / 103    | 2       |
|                         | Partido do Centro Democrático Social            | 5 388   | 2,55 / 100,00   | 10,89 | 0 / 17      | Estável | 3 / 103    | 8       |
|                         | União Democrática Popular                       | 2 411   | 1,14 / 100,00   | -     | 0 / 17      | -       | 0 / 103    | -       |
|                         | Partido Comunista dos Trabalhadores Portugueses | 1 311   | 0,62 / 100,00   | 0,31  | 0 / 17      | Estável | 0 / 103    | Estável |
| Votos inválidos         | Votos inválidos                                 | 7 605   | 3,59 / 100,00   | 2,94  |             |         |            |         |
| Total                   | Total                                           | 211 629 | 100,00 / 100,00 |       | 17 / 17     |         | 103 / 103  |         |
| Eleitorado/Participação | Eleitorado/Participação                         | 318 775 | 66,39 / 100,00  | 10,22 |             |         |            |         |

### Distrito de Évora
| Partido                 | Partido                                         | Votos   | %               | +/-   | Presidentes | +/-     | Vereadores | +/-  |
| ----------------------- | ----------------------------------------------- | ------- | --------------- | ----- | ----------- | ------- | ---------- | ---- |
|                         | Aliança Povo Unido                              | 61 083  | 54,46 / 100,00  | 7,26  | 12 / 14     | Estável | 49 / 76    | 8    |
|                         | Partido Socialista                              | 19 122  | 17,05 / 100,00  | 16,65 | 1 / 14      | 1       | 10 / 76    | 20   |
|                         | Partido Social Democrata                        | 14 870  | 13,26 / 100,00  | 7,36  | 1 / 14      | 1       | 8 / 76     | 6    |
|                         | Aliança Democrática                             | 13 850  | 12,35 / 100,00  | Novo  | 0 / 14      | Novo    | 9 / 76     | Novo |
|                         | União Democrática Popular                       | 618     | 0,55 / 100,00   | -     | 0 / 14      | -       | 0 / 76     | -    |
|                         | Partido Comunista dos Trabalhadores Portugueses | 164     | 0,15 / 100,00   | -     | 0 / 14      | -       | 0 / 76     | -    |
| Votos inválidos         | Votos inválidos                                 | 2 454   | 2,19 / 100,00   | 2,48  |             |         |            |      |
| Total                   | Total                                           | 112 161 | 100,00 / 100,00 |       | 14 / 14     |         | 76 / 76    |      |
| Eleitorado/Participação | Eleitorado/Participação                         | 138 617 | 80,91 / 100,00  | 8,19  |             |         |            |      |

### Distrito de Faro
| Partido                 | Partido                                         | Votos   | %               | +/-  | Presidentes | +/-     | Vereadores | +/-     |
| ----------------------- | ----------------------------------------------- | ------- | --------------- | ---- | ----------- | ------- | ---------- | ------- |
|                         | Partido Socialista                              | 61 479  | 36,34 / 100,00  | 5,84 | 11 / 16     | 4       | 41 / 100   | 11      |
|                         | Aliança Povo Unido                              | 36 689  | 21,69 / 100,00  | 2,07 | 1 / 16      | 1       | 19 / 100   | 2       |
|                         | Aliança Democrática                             | 32 365  | 19,13 / 100,00  | Novo | 3 / 16      | Novo    | 21 / 100   | Novo    |
|                         | Partido Social Democrata                        | 25 506  | 15,08 / 100,00  | 9,89 | 1 / 16      | Estável | 18 / 100   | 9       |
|                         | União Democrática Popular                       | 3 329   | 1,97 / 100,00   | -    | 0 / 16      | -       | 0 / 100    | -       |
|                         | Partido do Centro Democrático Social            | 3 213   | 1,90 / 100,00   | 1,60 | 0 / 16      | Estável | 1 / 100    | 1       |
|                         | Partido Comunista dos Trabalhadores Portugueses | 957     | 0,57 / 100,00   | 1,50 | 0 / 16      | Estável | 0 / 100    | Estável |
| Votos inválidos         | Votos inválidos                                 | 5 616   | 3,32 / 100,00   | 1,77 |             |         |            |         |
| Total                   | Total                                           | 169 154 | 100,00 / 100,00 |      | 16 / 16     |         | 100 / 100  |         |
| Eleitorado/Participação | Eleitorado/Participação                         | 243 383 | 69,50 / 100,00  | 8,08 |             |         |            |         |

### Distrito da Guarda
| Partido                 | Partido                                         | Votos   | %               | +/-   | Presidentes | +/-     | Vereadores | +/-     |
| ----------------------- | ----------------------------------------------- | ------- | --------------- | ----- | ----------- | ------- | ---------- | ------- |
|                         | Aliança Democrática                             | 47 117  | 41,84 / 100,00  | Novo  | 8 / 14      | Novo    | 40 / 79    | Novo    |
|                         | Partido Socialista                              | 40 331  | 35,81 / 100,00  | 9,04  | 3 / 14      | Estável | 22 / 79    | 1       |
|                         | Partido do Centro Democrático Social            | 9 550   | 8,48 / 100,00   | 27,27 | 1 / 14      | 6       | 10 / 79    | 23      |
|                         | Partido Social Democrata                        | 5 811   | 5,16 / 100,00   | 19,25 | 2 / 14      | 2       | 5 / 79     | 21      |
|                         | Aliança Povo Unido                              | 4 958   | 4,40 / 100,00   | 0,24  | 0 / 14      | Estável | 2 / 79     | 2       |
|                         | Partido Comunista dos Trabalhadores Portugueses | 412     | 0,37 / 100,00   | 0,01  | 0 / 14      | Estável | 0 / 79     | Estável |
|                         | União Democrática Popular                       | 169     | 0,15 / 100,00   | -     | 0 / 14      | -       | 0 / 79     | -       |
| Votos inválidos         | Votos inválidos                                 | 4 272   | 3,79 / 100,00   | 3,59  |             |         |            |         |
| Total                   | Total                                           | 112 620 | 100,00 / 100,00 |       | 14 / 14     |         | 79 / 79    | 1       |
| Eleitorado/Participação | Eleitorado/Participação                         | 152 161 | 74,01 / 100,00  | 13,16 |             |         |            |         |

### Distrito de Leiria
| Partido                 | Partido                                         | Votos   | %               | +/-  | Presidentes | +/-     | Vereadores | +/-     |
| ----------------------- | ----------------------------------------------- | ------- | --------------- | ---- | ----------- | ------- | ---------- | ------- |
|                         | Partido Social Democrata                        | 59 590  | 29,24 / 100,00  | 3,95 | 8 / 16      | Estável | 27 / 95    | 11      |
|                         | Partido Socialista                              | 48 488  | 23,80 / 100,00  | 7,44 | 3 / 16      | 4       | 23 / 95    | 14      |
|                         | Aliança Democrática                             | 33 428  | 16,40 / 100,00  | Novo | 4 / 16      | Novo    | 25 / 95    | Novo    |
|                         | Partido do Centro Democrático Social            | 28 768  | 14,12 / 100,00  | 4,66 | 0 / 16      | 1       | 11 / 95    | 9       |
|                         | Aliança Povo Unido                              | 25 695  | 12,61 / 100,00  | 1,78 | 1 / 16      | 1       | 9 / 95     | 2       |
|                         | União Democrática Popular                       | 802     | 0,39 / 100,00   | -    | 0 / 16      | -       | 0 / 95     | -       |
|                         | Partido Comunista dos Trabalhadores Portugueses | 316     | 0,16 / 100,00   |      | 0 / 16      | Estável | 0 / 95     | Estável |
|                         | União da Esquerda para a Democracia Socialista  | 232     | 0,11 / 100,00   | Novo | 0 / 16      | Novo    | 0 / 95     | Novo    |
|                         | Partido Popular Monárquico                      | 102     | 0,05 / 100,00   | -    | 0 / 16      | -       | 0 / 95     | -       |
|                         | Partido Operário de Unidade Socialista          | 98      | 0,05 / 100,00   | Novo | 0 / 16      | Novo    | 0 / 95     | Novo    |
|                         | Partido da Democracia Cristã                    | 43      | 0,02 / 100,00   | -    | 0 / 16      | -       | 0 / 95     | -       |
| Votos inválidos         | Votos inválidos                                 | 6 208   | 3,05 / 100,00   | 1,55 |             |         |            |         |
| Total                   | Total                                           | 203 770 | 100,00 / 100,00 |      | 16 / 16     |         | 95 / 95    | 7       |
| Eleitorado/Participação | Eleitorado/Participação                         | 293 974 | 69,32 / 100,00  | 8,32 |             |         |            |         |

### Distrito de Lisboa
| Partido                 | Partido                                         | Votos     | %               | +/-   | Presidentes | +/-     | Vereadores | +/-     |
| ----------------------- | ----------------------------------------------- | --------- | --------------- | ----- | ----------- | ------- | ---------- | ------- |
|                         | Aliança Democrática                             | 361 540   | 32,42 / 100,00  | Novo  | 4 / 15      | Novo    | 33 / 129   | Novo    |
|                         | Aliança Povo Unido                              | 316 013   | 28,34 / 100,00  | 4,30  | 5 / 15      | 4       | 36 / 129   | 5       |
|                         | Partido Socialista                              | 292 183   | 26,20 / 100,00  | 10,02 | 4 / 15      | 9       | 43 / 129   | 12      |
|                         | Partido do Centro Democrático Social            | 46 027    | 4,13 / 100,00   | 10,40 | 1 / 15      | 1       | 5 / 129    | 7       |
|                         | Partido Social Democrata                        | 43 653    | 3,91 / 100,00   | 11,33 | 1 / 15      | 1       | 12 / 129   | 10      |
|                         | União Democrática Popular                       | 21 588    | 1,94 / 100,00   | -     | 0 / 15      | -       | 0 / 129    | -       |
|                         | Partido Comunista dos Trabalhadores Portugueses | 10 212    | 0,92 / 100,00   | 0,20  | 0 / 15      | Estável | 0 / 129    | Estável |
|                         | União da Esquerda para a Democracia Socialista  | 1 416     | 0,13 / 100,00   | Novo  | 0 / 15      | Novo    | 0 / 129    | Novo    |
|                         | Partido da Democracia Cristã                    | 729       | 0,07 / 100,00   | -     | 0 / 15      | -       | 0 / 129    | -       |
| Votos inválidos         | Votos inválidos                                 | 21 663    | 1,94 / 100,00   | 1,00  |             |         |            |         |
| Total                   | Total                                           | 1 115 024 | 100,00 / 100,00 |       | 15 / 15     | 1       | 129 / 129  | 9       |
| Eleitorado/Participação | Eleitorado/Participação                         | 1 496 744 | 74,50 / 100,00  | 9,73  |             |         |            |         |

### Região Autónoma da Madeira
| Partido                 | Partido                                         | Votos   | %               | +/-   | Presidentes | +/-     | Vereadores | +/-     |
| ----------------------- | ----------------------------------------------- | ------- | --------------- | ----- | ----------- | ------- | ---------- | ------- |
|                         | Partido Social Democrata                        | 73 930  | 66,54 / 100,00  | 12,20 | 11 / 11     | 1       | 53 / 65    | 7       |
|                         | Partido Socialista                              | 13 928  | 12,54 / 100,00  | 5,61  | 0 / 11      | 1       | 5 / 65     | 3       |
|                         | Partido do Centro Democrático Social            | 9 661   | 8,70 / 100,00   | 7,02  | 0 / 11      | Estável | 4 / 65     | 4       |
|                         | União Democrática Popular                       | 7 025   | 6,32 / 100,00   | -     | 0 / 11      | -       | 3 / 65     | -       |
|                         | Aliança Povo Unido                              | 3 029   | 2,73 / 100,00   | 0,94  | 0 / 11      | Estável | 0 / 65     | Estável |
|                         | Partido Comunista dos Trabalhadores Portugueses | 828     | 0,75 / 100,00   | -     | 0 / 11      | -       | 0 / 65     | -       |
| Votos inválidos         | Votos inválidos                                 | 2 701   | 2,43 / 100,00   | 0,53  |             |         |            |         |
| Total                   | Total                                           | 111 102 | 100,00 / 100,00 |       | 11 / 11     |         | 65 / 65    |         |
| Eleitorado/Participação | Eleitorado/Participação                         | 149 572 | 74,28 / 100,00  | 19,39 |             |         |            |         |

### Distrito de Portalegre
| Partido                 | Partido                                         | Votos   | %               | +/-  | Presidentes | +/-     | Vereadores | +/-  |
| ----------------------- | ----------------------------------------------- | ------- | --------------- | ---- | ----------- | ------- | ---------- | ---- |
|                         | Partido Socialista                              | 29 911  | 34,94 / 100,00  | 9,56 | 10 / 15     | 2       | 34 / 81    | 11   |
|                         | Aliança Povo Unido                              | 24 618  | 28,75 / 100,00  | 3,85 | 2 / 15      | 1       | 24 / 81    | 3    |
|                         | Aliança Democrática                             | 14 123  | 16,50 / 100,00  | Novo | 1 / 15      | Novo    | 10 / 81    | Novo |
|                         | Partido Social Democrata                        | 10 787  | 12,60 / 100,00  | 0,89 | 2 / 15      | 2       | 10 / 81    | 4    |
|                         | Partido Popular Monárquico                      | 2 912   | 3,40 / 100,00   | 0,78 | 0 / 15      | Estável | 2 / 81     | 1    |
|                         | Partido do Centro Democrático Social            | 648     | 0,76 / 100,00   | 9,84 | 0 / 15      | Estável | 1 / 81     | 7    |
|                         | Partido Comunista dos Trabalhadores Portugueses | 49      | 0,06 / 100,00   | -    | 0 / 15      | -       | 0 / 81     | -    |
| Votos inválidos         | Votos inválidos                                 | 2 565   | 3,00 / 100,00   | 2,04 |             |         |            |      |
| Total                   | Total                                           | 85 613  | 100,00 / 100,00 |      | 15 / 15     |         | 81 / 81    |      |
| Eleitorado/Participação | Eleitorado/Participação                         | 110 996 | 77,13 / 100,00  | 7,72 |             |         |            |      |

### Distrito do Porto
| Partido                 | Partido                                         | Votos     | %               | +/-   | Presidentes | +/-     | Vereadores | +/-     |
| ----------------------- | ----------------------------------------------- | --------- | --------------- | ----- | ----------- | ------- | ---------- | ------- |
|                         | Aliança Democrática                             | 308 699   | 39,53 / 100,00  | Novo  | 10 / 17     | Novo    | 56 / 137   | Novo    |
|                         | Partido Socialista                              | 274 563   | 35,16 / 100,00  | 0,91  | 3 / 17      | 7       | 50 / 137   | 5       |
|                         | Aliança Povo Unido                              | 106 456   | 13,63 / 100,00  | 1,76  | 0 / 17      | Estável | 9 / 137    | Estável |
|                         | Partido Social Democrata                        | 33 296    | 4,26 / 100,00   | 22,84 | 2 / 17      | 3       | 12 / 137   | 32      |
|                         | Partido do Centro Democrático Social            | 29 350    | 3,76 / 100,00   | 14,87 | 2 / 17      | Estável | 10 / 137   | 17      |
|                         | União Democrática Popular                       | 8 923     | 1,14 / 100,00   | -     | 0 / 17      | -       | 0 / 137    | -       |
|                         | Partido Comunista dos Trabalhadores Portugueses | 3 570     | 0,46 / 100,00   | 0,24  | 0 / 17      | Estável | 0 / 137    | Estável |
| Votos inválidos         | Votos inválidos                                 | 16 079    | 2,06 / 100,00   | 1,36  |             |         |            |         |
| Total                   | Total                                           | 780 936   | 100,00 / 100,00 |       | 17 / 17     |         | 137 / 137  | 2       |
| Eleitorado/Participação | Eleitorado/Participação                         | 1 005 471 | 77,67 / 100,00  | 6,73  |             |         |            |         |

### Distrito de Santarém
| Partido                 | Partido                                         | Votos   | %               | +/-   | Presidentes | +/-     | Vereadores | +/-     |
| ----------------------- | ----------------------------------------------- | ------- | --------------- | ----- | ----------- | ------- | ---------- | ------- |
|                         | Partido Socialista                              | 79 928  | 33,35 / 100,00  | 5,43  | 9 / 21      | 6       | 43 / 126   | 22      |
|                         | Aliança Democrática                             | 67 567  | 28,20 / 100,00  | Novo  | 6 / 21      | Novo    | 39 / 126   | Novo    |
|                         | Aliança Povo Unido                              | 52 517  | 21,92 / 100,00  | 2,03  | 4 / 21      | 2       | 31 / 126   | 4       |
|                         | Partido Social Democrata                        | 15 355  | 6,41 / 100,00   | 15,68 | 2 / 21      | 1       | 8 / 126    | 19      |
|                         | Partido do Centro Democrático Social            | 8 075   | 3,37 / 100,00   | 7,23  | 0 / 21      | 1       | 3 / 126    | 9       |
|                         | Partido da Democracia Cristã                    | 5 505   | 2,30 / 100,00   | -     | 0 / 21      | -       | 2 / 126    | -       |
|                         | União Democrática Popular                       | 3 099   | 1,29 / 100,00   | -     | 0 / 21      | -       | 0 / 126    | -       |
|                         | Partido Comunista dos Trabalhadores Portugueses | 328     | 0,14 / 100,00   | 0,72  | 0 / 21      | Estável | 0 / 126    | Estável |
|                         | Partido Operário de Unidade Socialista          | 175     | 0,07 / 100,00   | Novo  | 0 / 21      | Novo    | 0 / 126    | Novo    |
| Votos inválidos         | Votos inválidos                                 | 7 090   | 2,96 / 100,00   | 2,33  |             |         |            |         |
| Total                   | Total                                           | 239 639 | 100,00 / 100,00 |       | 21 / 21     |         | 126 / 126  | 5       |
| Eleitorado/Participação | Eleitorado/Participação                         | 335 025 | 71,53 / 100,00  | 10,07 |             |         |            |         |

### Distrito de Setúbal
| Partido                 | Partido                                         | Votos   | %               | +/-   | Presidentes | +/-     | Vereadores | +/-     |
| ----------------------- | ----------------------------------------------- | ------- | --------------- | ----- | ----------- | ------- | ---------- | ------- |
|                         | Aliança Povo Unido                              | 186 299 | 54,42 / 100,00  | 7,02  | 13 / 13     | 3       | 64 / 97    | 8       |
|                         | Partido Socialista                              | 66 401  | 19,40 / 100,00  | 13,74 | 0 / 13      | 3       | 16 / 97    | 20      |
|                         | Aliança Democrática                             | 47 192  | 13,78 / 100,00  | Novo  | 0 / 13      | Novo    | 12 / 97    | Novo    |
|                         | Partido Social Democrata                        | 23 358  | 6,82 / 100,00   | 1,96  | 0 / 13      | Estável | 5 / 97     | 4       |
|                         | União Democrática Popular                       | 10 071  | 2,94 / 100,00   | -     | 0 / 13      | -       | 0 / 97     | -       |
|                         | Partido do Centro Democrático Social            | 1 638   | 0,48 / 100,00   | 2,93  | 0 / 13      | Estável | 0 / 97     | Estável |
|                         | Partido Comunista dos Trabalhadores Portugueses | 1 488   | 0,43 / 100,00   | 0,79  | 0 / 13      | Estável | 0 / 97     | Estável |
|                         | União da Esquerda para a Democracia Socialista  | 16      | 0,00 / 100,00   | Novo  | 0 / 13      | Novo    | 0 / 97     | Novo    |
| Votos inválidos         | Votos inválidos                                 | 5 882   | 1,72 / 100,00   | 1,26  |             |         |            |         |
| Total                   | Total                                           | 342 345 | 100,00 / 100,00 |       | 13 / 13     |         | 97 / 97    | 2       |
| Eleitorado/Participação | Eleitorado/Participação                         | 457 141 | 74,89 / 100,00  | 8,80  |             |         |            |         |

### Distrito de Viana do Castelo
| Partido                 | Partido                                         | Votos   | %               | +/-     | Presidentes | +/-     | Vereadores | +/-     |
| ----------------------- | ----------------------------------------------- | ------- | --------------- | ------- | ----------- | ------- | ---------- | ------- |
|                         | Aliança Democrática                             | 68 390  | 53,51 / 100,00  | Novo    | 7 / 10      | Novo    | 37 / 64    | Novo    |
|                         | Partido Socialista                              | 31 985  | 25,03 / 100,00  | 0,75    | 2 / 10      | 1       | 19 / 64    | Estável |
|                         | Aliança Povo Unido                              | 13 957  | 10,92 / 100,00  | 1,40    | 0 / 10      | Estável | 2 / 64     | 1       |
|                         | Partido do Centro Democrático Social            | 7 539   | 5,90 / 100,00   | 17,97   | 1 / 10      | 1       | 6 / 64     | 6       |
|                         | Partido Social Democrata                        | 1 045   | 0,82 / 100,00   | 33,81   | 0 / 10      | 5       | 0 / 64     | 28      |
|                         | Partido Comunista dos Trabalhadores Portugueses | 598     | 0,47 / 100,00   | Estável | 0 / 10      | Estável | 0 / 64     | Estável |
| Votos inválidos         | Votos inválidos                                 | 4 292   | 3,36 / 100,00   | 2,49    |             |         |            |         |
| Total                   | Total                                           | 127 806 | 100,00 / 100,00 |         | 10 / 10     |         | 64 / 64    | 4       |
| Eleitorado/Participação | Eleitorado/Participação                         | 172 724 | 73,99 / 100,00  | 10,11   |             |         |            |         |

### Distrito de Vila Real
| Partido                 | Partido                                         | Votos   | %               | +/-   | Presidentes | +/-     | Vereadores | +/-     |
| ----------------------- | ----------------------------------------------- | ------- | --------------- | ----- | ----------- | ------- | ---------- | ------- |
|                         | Partido Social Democrata                        | 45 029  | 35,77 / 100,00  | 7,00  | 7 / 14      | 3       | 31 / 84    | 14      |
|                         | Partido Socialista                              | 32 105  | 25,50 / 100,00  | 0,91  | 1 / 14      | 1       | 23 / 84    | 2       |
|                         | Aliança Democrática                             | 28 662  | 22,77 / 100,00  | Novo  | 4 / 14      | Novo    | 22 / 84    | Novo    |
|                         | Aliança Povo Unido                              | 7 113   | 5,65 / 100,00   | 0,95  | 0 / 14      | Estável | 0 / 84     | Estável |
|                         | Partido do Centro Democrático Social            | 3 242   | 2,58 / 100,00   | 13,69 | 1 / 14      | Estável | 4 / 84     | 8       |
|                         | Partido Popular Monárquico                      | 3 148   | 2,50 / 100,00   | 1,46  | 1 / 14      | Estável | 4 / 84     | 2       |
|                         | União Democrática Popular                       | 1 152   | 0,92 / 100,00   | -     | 0 / 14      | -       | 0 / 84     | -       |
|                         | Partido Comunista dos Trabalhadores Portugueses | 647     | 0,51 / 100,00   | 0,20  | 0 / 14      | Estável | 0 / 84     | Estável |
| Votos inválidos         | Votos inválidos                                 | 4 795   | 3,81 / 100,00   | 3,16  |             |         |            |         |
| Total                   | Total                                           | 125 893 | 100,00 / 100,00 |       | 14 / 14     |         | 84 / 84    |         |
| Eleitorado/Participação | Eleitorado/Participação                         | 172 950 | 72,79 / 100,00  | 11,51 |             |         |            |         |

### Distrito de Viseu
| Partido                 | Partido                                         | Votos   | %               | +/-  | Presidentes | +/-     | Vereadores | +/-  |
| ----------------------- | ----------------------------------------------- | ------- | --------------- | ---- | ----------- | ------- | ---------- | ---- |
|                         | Partido Social Democrata                        | 60 787  | 31,09 / 100,00  | 2,17 | 9 / 24      | 5       | 44 / 135   | 14   |
|                         | Partido do Centro Democrático Social            | 49 649  | 25,39 / 100,00  | 7,38 | 6 / 24      | 2       | 28 / 135   | 20   |
|                         | Partido Socialista                              | 38 781  | 19,84 / 100,00  | 2,38 | 1 / 24      | 1       | 27 / 135   | 1    |
|                         | Aliança Democrática                             | 25 382  | 12,98 / 100,00  | Novo | 8 / 24      | Novo    | 33 / 135   | Novo |
|                         | Aliança Povo Unido                              | 12 804  | 6,55 / 100,00   | 0,99 | 0 / 24      | Estável | 3 / 135    | 1    |
|                         | União Democrática Popular                       | 520     | 0,27 / 100,00   | -    | 0 / 24      | -       | 0 / 135    | -    |
|                         | Partido da Democracia Cristã                    | 339     | 0,17 / 100,00   | -    | 0 / 24      | -       | 0 / 135    | -    |
|                         | União da Esquerda para a Democracia Socialista  | 209     | 0,11 / 100,00   | Novo | 0 / 24      | Novo    | 0 / 135    | Novo |
|                         | Partido Comunista dos Trabalhadores Portugueses | 193     | 0,10 / 100,00   | -    | 0 / 24      | -       | 0 / 135    | -    |
| Votos inválidos         | Votos inválidos                                 | 6 850   | 3,50 / 100,00   | 2,50 |             |         |            |      |
| Total                   | Total                                           | 195 514 | 100,00 / 100,00 |      | 24 / 24     |         | 135 / 135  | 1    |
| Eleitorado/Participação | Eleitorado/Participação                         | 285 533 | 68,47 / 100,00  | 8,70 |             |         |            |      |

## Presidentes eleitos

### Região Autónoma dos Açores
| Concelho               | Partido | Partido                  | Presidente          | %    | Vereadores |
| ---------------------- | ------- | ------------------------ | ------------------- | ---- | ---------- |
| Angra do Heroísmo      |         | Partido Social Democrata | Rui de Mesquita     | 53,0 | 4 / 7      |
| Calheta                |         | Partido Social Democrata | Luís Serpa          | 80,5 | 5 / 5      |
| Corvo                  |         | Partido Social Democrata | Lino Fraga          | 61,1 | 5 / 5      |
| Horta                  |         | Partido Social Democrata | Augusto de Sequeira | 63,0 | 5 / 7      |
| Lagoa                  |         | Partido Social Democrata | Raúlino Anselmo     | 59,8 | 3 / 5      |
| Lajes das Flores       |         | Partido Socialista       | Ângelo Henriques    | 52,5 | 3 / 5      |
| Lajes do Pico          |         | Partido Social Democrata | Manuel Dutra        | 49,4 | 3 / 5      |
| Madalena               |         | Partido Social Democrata | Manuel Furtado      | 71,4 | 4 / 5      |
| Nordeste               |         | Partido Social Democrata | Eduardo de Medeiros | 60,6 | 4 / 5      |
| Ponta Delgada          |         | Partido Social Democrata | Carlos Costa        | 63,5 | 6 / 7      |
| Povoação               |         | Partido Social Democrata | António Ferreira    | 62,7 | 4 / 5      |
| Praia da Vitória       |         | Partido Social Democrata | Anselmo Cota        | 58,6 | 5 / 7      |
| Ribeira Grande         |         | Partido Social Democrata | Artur Martins       | 66,0 | 6 / 7      |
| Santa Cruz da Graciosa |         | Partido Social Democrata | Gui Louro           | 75,1 | 4 / 5      |
| Santa Cruz das Flores  |         | Partido Social Democrata | João de Sousa       | 39,6 | 2 / 5      |
| São Roque do Pico      |         | Partido Social Democrata | António da Costa    | 57,3 | 3 / 5      |
| Velas                  |         | Partido Social Democrata | António Loureiro    | 65,7 | 4 / 5      |
| Vila do Porto          |         | Partido Social Democrata | Humberto de Melo    | 54,7 | 3 / 5      |
| Vila Franca do Campo   |         | Partido Social Democrata | António Melo        | 62,2 | 4 / 5      |

### Distrito de Aveiro
| Concelho            | Partido | Partido                              | Presidente         | %              | Vereadores |
| ------------------- | ------- | ------------------------------------ | ------------------ | -------------- | ---------- |
| Águeda              |         | Partido Social Democrata             | Denis Padeiro      | 34,25 / 100,00 | 3 / 7      |
| Albergaria-a-Velha  |         | Partido Social Democrata             | José Alves         | 37,26 / 100,00 | 3 / 7      |
| Anadia              |         | Partido Social Democrata             | Sílvio Cerveira    | 57,97 / 100,00 | 5 / 7      |
| Arouca              |         | Partido Social Democrata             | Joaquim de Almeida | 50,10 / 100,00 | 4 / 7      |
| Aveiro              |         | Partido do Centro Democrático Social | José Pereira       | 65,17 / 100,00 | 5 / 7      |
| Castelo de Paiva    |         | Partido Social Democrata             | António Esteves    | 44,01 / 100,00 | 4 / 7      |
| Espinho             |         | Aliança Democrática                  | José da Fonseca    | 47,10 / 100,00 | 3 / 7      |
| Estarreja           |         | Partido Social Democrata             | Maria Almeida Breu | 51,78 / 100,00 | 4 / 7      |
| Ílhavo              |         | Partido Social Democrata             | José Bilelo        | 43,38 / 100,00 | 3 / 7      |
| Mealhada            |         | Aliança Democrática                  | Adriano Santiago   | 45,53 / 100,00 | 3 / 7      |
| Murtosa             |         | Partido Social Democrata             | António Fonseca    | 65,36 / 100,00 | 4 / 5      |
| Oliveira de Azeméis |         | Partido Social Democrata             | Bento Lopes        | 40,52 / 100,00 | 3 / 7      |
| Oliveira do Bairro  |         | Partido Social Democrata             | Alípio Sol         | 56,90 / 100,00 | 5 / 7      |
| Ovar                |         | Partido Social Democrata             | Manuel da Silva    | 43,23 / 100,00 | 3 / 7      |
| São João da Madeira |         | Aliança Democrática                  | José Pinho         | 59,86 / 100,00 | 5 / 7      |
| Sever do Vouga      |         | Partido Social Democrata             | Custódio da Silva  | 72,03 / 100,00 | 5 / 5      |
| Vagos               |         | Partido do Centro Democrático Social | Alda Vitor         | 57,69 / 100,00 | 5 / 7      |
| Vale de Cambra      |         | Partido Social Democrata             | Álvaro Leite       | 62,41 / 100,00 | 5 / 7      |
| Vila da Feira       |         | Partido Social Democrata             | Aurélio Pinheiro   | 50,24 / 100,00 | 5 / 9      |

### Distrito de Beja
| Concelho             | Partido | Partido                  | Presidente          | %              | Vereadores |
| -------------------- | ------- | ------------------------ | ------------------- | -------------- | ---------- |
| Aljustrel            |         | Aliança Povo Unido       | António Raposo      | 66,14 / 100,00 | 4 / 5      |
| Almodôvar            |         | Partido Socialista       | Carlos Gago         | 41,30 / 100,00 | 2 / 5      |
| Alvito               |         | Aliança Povo Unido       | António Suspiro     | 49,74 / 100,00 | 3 / 5      |
| Barrancos            |         | Aliança Povo Unido       | Carlos Durão        | 62,18 / 100,00 | 3 / 5      |
| Beja                 |         | Aliança Povo Unido       | José Colaço         | 56,51 / 100,00 | 5 / 7      |
| Castro Verde         |         | Aliança Povo Unido       | Fernando Caeiros    | 72,54 / 100,00 | 5 / 5      |
| Cuba                 |         | Aliança Povo Unido       | Francisco Rodrigues | 64,14 / 100,00 | 3 / 5      |
| Ferreira do Alentejo |         | Aliança Povo Unido       | José Ameixa         | 61,20 / 100,00 | 4 / 5      |
| Mértola              |         | Aliança Povo Unido       | António Martins     | 67,10 / 100,00 | 4 / 5      |
| Moura                |         | Aliança Povo Unido       | Manuel Ângelo       | 52,85 / 100,00 | 4 / 5      |
| Odemira              |         | Aliança Povo Unido       | Justino dos Santos  | 60,99 / 100,00 | 5 / 7      |
| Ourique              |         | Partido Social Democrata | Ramiro de Vilhena   | 47,13 / 100,00 | 3 / 5      |
| Serpa                |         | Aliança Povo Unido       | João Rocha          | 55,32 / 100,00 | 5 / 7      |
| Vidigueira           |         | Aliança Povo Unido       | Carlos Goes         | 55,87 / 100,00 | 3 / 5      |

### Distrito de Braga
| Concelho               | Partido | Partido                              | Presidente                 | %              | Vereadores |
| ---------------------- | ------- | ------------------------------------ | -------------------------- | -------------- | ---------- |
| Amares                 |         | Partido do Centro Democrático Social | Tomé de Macedo             | 46,51 / 100,00 | 4 / 7      |
| Barcelos               |         | Partido Social Democrata             | João Casanova              | 49,71 / 100,00 | 5 / 9      |
| Braga                  |         | Partido Socialista                   | Francisco Mesquita Machado | 49,31 / 100,00 | 5 / 9      |
| Cabeceiras de Basto    |         | Aliança Democrática                  | Mário Pereira              | 53,76 / 100,00 | 4 / 7      |
| Celorico de Basto      |         | Partido do Centro Democrático Social | João Almeida               | 50,74 / 100,00 | 4 / 7      |
| Esposende              |         | Partido do Centro Democrático Social | Alexandre Faria            | 52,62 / 100,00 | 5 / 7      |
| Fafe                   |         | Partido Socialista                   | Parcídio Soares            | 46,86 / 100,00 | 4 / 7      |
| Guimarães              |         | Aliança Democrática                  | António Xavier             | 44,66 / 100,00 | 4 / 9      |
| Póvoa de Lanhoso       |         | Partido Social Democrata             | José Portela               | 62,05 / 100,00 | 5 / 7      |
| Terras de Bouro        |         | Partido Social Democrata             | José de Araújo             | 70,67 / 100,00 | 4 / 5      |
| Vieira do Minho        |         | Partido Social Democrata             | João de Costa              | 50,63 / 100,00 | 4 / 7      |
| Vila Nova de Famalicão |         | Aliança Democrática                  | Antero Martins             | 50,18 / 100,00 | 5 / 9      |
| Vila Verde             |         | Partido do Centro Democrático Social | António Cerqueira          | 48,70 / 100,00 | 4 / 7      |

### Distrito de Bragança
| Concelho                 | Partido | Partido                              | Presidente            | %              | Vereadores |
| ------------------------ | ------- | ------------------------------------ | --------------------- | -------------- | ---------- |
| Alfândega da Fé          |         | Partido Social Democrata             | António Rodrigues     | 50,32 / 100,00 | 3 / 5      |
| Bragança                 |         | Partido Social Democrata             | José Pinheiro         | 59,80 / 100,00 | 5 / 7      |
| Carrazeda de Ansiães     |         | Partido do Centro Democrático Social | Mário de Abreu e Lima | 69,23 / 100,00 | 4 / 5      |
| Freixo de Espada à Cinta |         | Partido Social Democrata             | Ambrósio Guerra       | 44,59 / 100,00 | 3 / 5      |
| Macedo de Cavaleiros     |         | Partido Social Democrata             | António Ferreira      | 51,71 / 100,00 | 4 / 7      |
| Miranda do Douro         |         | Partido Socialista                   | Júlio Santana         | 33,81 / 100,00 | 2 / 5      |
| Mirandela                |         | Partido Social Democrata             | Marcelo Lago          | 48,34 / 100,00 | 4 / 7      |
| Mogadouro                |         | Partido Social Democrata             | António Costa         | 60,19 / 100,00 | 5 / 7      |
| Torre de Moncorvo        |         | Partido Social Democrata             | Almiro Sotta          | 35,28 / 100,00 | 3 / 7      |
| Vila Flor                |         | Partido Social Democrata             | Alfredo Ramalho       | 60,83 / 100,00 | 4 / 5      |
| Vimioso                  |         | Partido Social Democrata             | Joaquim Marrão        | 65,74 / 100,00 | 4 / 5      |
| Vinhais                  |         | Partido do Centro Democrático Social | Humberto Alves        | 33,64 / 100,00 | 3 / 7      |

### Distrito de Castelo Branco
| Concelho            | Partido | Partido             | Presidente                | %              | Vereadores |
| ------------------- | ------- | ------------------- | ------------------------- | -------------- | ---------- |
| Belmonte            |         | Aliança Democrática | Manuel de Pina            | 37,58 / 100,00 | 2 / 5      |
| Castelo Branco      |         | Aliança Democrática | César Vila Franca         | 51,59 / 100,00 | 4 / 7      |
| Covilhã             |         | Partido Socialista  | Augusto Teixeira          | 40,20 / 100,00 | 3 / 7      |
| Fundão              |         | Aliança Democrática | Joaquim de Castelo Branco | 46,62 / 100,00 | 4 / 7      |
| Idanha-a-Nova       |         | Partido Socialista  | Pedro Vieira              | 44,62 / 100,00 | 4 / 7      |
| Oleiros             |         | Aliança Democrática | Fernando Luís             | 91,74 / 100,00 | 5 / 5      |
| Penamacor           |         | Aliança Democrática | Arnaldo Antunes           | 55,94 / 100,00 | 3 / 5      |
| Proença-a-Nova      |         | Aliança Democrática | António Sousa             | 80,15 / 100,00 | 5 / 5      |
| Sertã               |         | Aliança Democrática | Reinaldo da Silva         | 79,81 / 100,00 | 6 / 7      |
| Vila de Rei         |         | Aliança Democrática | José da Silva             | 82,45 / 100,00 | 5 / 5      |
| Vila Velha de Ródão |         | Partido Socialista  | Manuel Marques            | 44,94 / 100,00 | 2 / 5      |

### Distrito de Coimbra
| Concelho             | Partido | Partido                  | Presidente         | %              | Vereadores |
| -------------------- | ------- | ------------------------ | ------------------ | -------------- | ---------- |
| Arganil              |         | Aliança Democrática      | José Coimbra       | 61,81 / 100,00 | 5 / 7      |
| Cantanhede           |         | Partido Social Democrata | Júlio Simões       | 53,42 / 100,00 | 4 / 7      |
| Coimbra              |         | Aliança Democrática      | António Moreira    | 43,15 / 100,00 | 4 / 9      |
| Condeixa-a-Nova      |         | Partido Socialista       | Armando Tavares    | 47,82 / 100,00 | 3 / 5      |
| Figueira da Foz      |         | Partido Socialista       | Joaquim de Sousa   | 43,04 / 100,00 | 3 / 7      |
| Góis                 |         | Partido Social Democrata | Victor Dias        | 53,16 / 100,00 | 3 / 5      |
| Lousã                |         | Partido Social Democrata | Eduardo Neto       | 40,88 / 100,00 | 3 / 5      |
| Mira                 |         | Partido Social Democrata | Mário Maduro       | 68,41 / 100,00 | 4 / 5      |
| Miranda do Corvo     |         | Aliança Democrática      | Jaime Ramos        | 53,43 / 100,00 | 3 / 5      |
| Montemor-o-Velho     |         | Partido Socialista       | João Correia       | 39,20 / 100,00 | 3 / 7      |
| Oliveira do Hospital |         | Aliança Democrática      | António Saraiva    | 66,15 / 100,00 | 5 / 7      |
| Pampilhosa da Serra  |         | Partido Social Democrata | José de Almeida    | 74,89 / 100,00 | 4 / 5      |
| Penacova             |         | Partido Social Democrata | Joaquim Couto      | 45,28 / 100,00 | 4 / 7      |
| Penela               |         | Partido Social Democrata | Fernando Antunes   | 62,97 / 100,00 | 4 / 5      |
| Soure                |         | Partido Socialista       | Manuel Cordeiro    | 61,58 / 100,00 | 5 / 7      |
| Tábua                |         | Partido Social Democrata | António Portugal   | 60,81 / 100,00 | 4 / 5      |
| Vila Nova de Poiares |         | Partido Social Democrata | Jaime Marta Soares | 57,28 / 100,00 | 4 / 5      |

### Distrito de Évora
| Concelho              | Partido | Partido                  | Presidente              | %              | Vereadores |
| --------------------- | ------- | ------------------------ | ----------------------- | -------------- | ---------- |
| Alandroal             |         | Aliança Povo Unido       | Inácio Melrinho         | 64,43 / 100,00 | 4 / 5      |
| Arraiolos             |         | Aliança Povo Unido       | Joaquim Miguel          | 62,58 / 100,00 | 4 / 5      |
| Borba                 |         | Aliança Povo Unido       | Sérgio Alpalhão         | 65,78 / 100,00 | 4 / 5      |
| Estremoz              |         | Aliança Povo Unido       | António da Silva        | 48,92 / 100,00 | 4 / 7      |
| Évora                 |         | Aliança Povo Unido       | Abílio Fernandes        | 52,08 / 100,00 | 4 / 7      |
| Montemor-o-Novo       |         | Aliança Povo Unido       | Fernando da Cruz        | 63,89 / 100,00 | 5 / 7      |
| Mora                  |         | Aliança Povo Unido       | José Critas             | 55,44 / 100,00 | 3 / 5      |
| Mourão                |         | Partido Social Democrata | Pedro Couto             | 39,43 / 100,00 | 2 / 5      |
| Portel                |         | Aliança Povo Unido       | Maria da Silva Oliveira | 63,33 / 100,00 | 4 / 5      |
| Redondo               |         | Aliança Povo Unido       | António Parra           | 52,83 / 100,00 | 3 / 5      |
| Reguengos de Monsaraz |         | Partido Socialista       | Victor Martelo          | 47,10 / 100,00 | 2 / 5      |
| Vendas Novas          |         | Aliança Povo Unido       | João Ribeiro            | 53,82 / 100,00 | 3 / 5      |
| Viana do Alentejo     |         | Aliança Povo Unido       | Manuel Mole             | 60,24 / 100,00 | 4 / 5      |
| Vila Viçosa           |         | Aliança Povo Unido       |                         | 51,93 / 100,00 | 3 / 5      |

### Distrito de Faro
| Concelho                   | Partido | Partido                  | Presidente        | %              | Vereadores |
| -------------------------- | ------- | ------------------------ | ----------------- | -------------- | ---------- |
| Albufeira                  |         | Aliança Democrática      | José Silva        | 48,44 / 100,00 | 4 / 7      |
| Alcoutim                   |         | Partido Socialista       | Manuel Afonso     | 42,04 / 100,00 | 2 / 5      |
| Aljezur                    |         | Partido Socialista       | João da Silva     | 50,96 / 100,00 | 3 / 5      |
| Castro Marim               |         | Partido Socialista       | José Anacleto     | 41,10 / 100,00 | 3 / 5      |
| Faro                       |         | Aliança Democrática      |                   | 43,21 / 100,00 | 3 / 7      |
| Lagoa                      |         | Partido Socialista       | Abel Santos       | 42,31 / 100,00 | 3 / 7      |
| Lagos                      |         | Partido Socialista       | José Batista      | 43,46 / 100,00 | 3 / 7      |
| Loulé                      |         | Partido Social Democrata | Júlio Mealha      | 42,74 / 100,00 | 4 / 7      |
| Monchique                  |         | Aliança Democrática      | José Furtado      | 58,74 / 100,00 | 4 / 5      |
| Olhão                      |         | Partido Socialista       | João Bonança      | 38,36 / 100,00 | 3 / 7      |
| Portimão                   |         | Partido Socialista       | Martim Gracias    | 52,91 / 100,00 | 4 / 7      |
| São Brás de Alportel       |         | Partido Socialista       | João da Cruz      | 49,46 / 100,00 | 3 / 5      |
| Silves                     |         | Partido Socialista       | José Viseu        | 37,49 / 100,00 | 3 / 7      |
| Tavira                     |         | Partido Socialista       | Joaquim Anastácio | 35,90 / 100,00 | 3 / 7      |
| Vila do Bispo              |         | Partido Socialista       | José Boaventura   | 39,09 / 100,00 | 2 / 5      |
| Vila Real de Santo António |         | Aliança Povo Unido       | Alfredo Graça     | 40,05 / 100,00 | 3 / 7      |

### Distrito da Guarda
| Concelho                    | Partido | Partido                              | Presidente              | %              | Vereadores |
| --------------------------- | ------- | ------------------------------------ | ----------------------- | -------------- | ---------- |
| Aguiar da Beira             |         | Aliança Democrática                  | António da Cunha        | 86,51 / 100,00 | 5 / 5      |
| Almeida                     |         | Partido do Centro Democrático Social | António de Sousa Júnior | 79,76 / 100,00 | 5 / 5      |
| Celorico da Beira           |         | Aliança Democrática                  | Carlos de Almeida       | 74,86 / 100,00 | 4 / 5      |
| Figueira de Castelo Rodrigo |         | Partido Social Democrata             | Adolfo de Matos         | 41,45 / 100,00 | 2 / 5      |
| Fornos de Algodres          |         | Aliança Democrática                  | Francisco Menano        | 76,01 / 100,00 | 4 / 5      |
| Gouveia                     |         | Partido Socialista                   | Alípio de Melo          | 52,52 / 100,00 | 4 / 7      |
| Guarda                      |         | Partido Socialista                   | Abílio Curto            | 54,28 / 100,00 | 4 / 7      |
| Manteigas                   |         | Aliança Democrática                  | Joaquim Veiga           | 43,14 / 100,00 | 2 / 5      |
| Mêda                        |         | Aliança Democrática                  | Luís Lopes              | 83,39 / 100,00 | 5 / 5      |
| Pinhel                      |         | Aliança Democrática                  | Alfeu de Campos         | 70,97 / 100,00 | 6 / 7      |
| Sabugal                     |         | Partido Social Democrata             | João Lopes              | 36,57 / 100,00 | 3 / 7      |
| Seia                        |         | Partido Socialista                   | Jorge Correia           | 56,49 / 100,00 | 4 / 7      |
| Trancoso                    |         | Aliança Democrática                  | António Batista         | 61,27 / 100,00 | 3 / 5      |
| Vila Nova de Foz Coa        |         | Aliança Democrática                  | Sotero Ribeiro          | 61,84 / 100,00 | 3 / 5      |

### Distrito de Leiria
| Concelho            | Partido | Partido                  | Presidente         | %              | Vereadores |
| ------------------- | ------- | ------------------------ | ------------------ | -------------- | ---------- |
| Alcobaça            |         | Aliança Democrática      | João de Magalhães  | 49,79 / 100,00 | 4 / 7      |
| Alvaiázere          |         | Aliança Democrática      | Filipe dos Santos  | 84,26 / 100,00 | 5 / 5      |
| Ansião              |         | Aliança Democrática      | Manuel Marques     | 80,01 / 100,00 | 6 / 7      |
| Batalha             |         | Partido Social Democrata | Francisco Coutinho | 62,29 / 100,00 | 4 / 5      |
| Bombarral           |         | Aliança Democrática      | José Guilherme     | 62,26 / 100,00 | 5 / 7      |
| Caldas da Rainha    |         | Partido Social Democrata |                    | 55,13 / 100,00 | 4 / 7      |
| Castanheira de Pera |         | Partido Socialista       | Júlio Henriques    | 55,02 / 100,00 | 3 / 5      |
| Figueiró dos Vinhos |         | Partido Social Democrata | José de Abreu      | 59,01 / 100,00 | 3 / 5      |
| Leiria              |         | Partido Social Democrata | Carlos Pimenta     | 39,86 / 100,00 | 4 / 9      |
| Marinha Grande      |         | Aliança Povo Unido       | João Duarte        | 46,34 / 100,00 | 4 / 7      |
| Nazaré              |         | Partido Socialista       |                    | 43,27 / 100,00 | 3 / 7      |
| Óbidos              |         | Partido Socialista       | José Júnior        | 49,78 / 100,00 | 3 / 5      |
| Pedrógão Grande     |         | Partido Social Democrata | Manuel Coelho      | 69,75 / 100,00 | 4 / 5      |
| Peniche             |         | Partido Social Democrata | Luís de Almeida    | 39,72 / 100,00 | 3 / 7      |
| Pombal              |         | Partido Social Democrata | Joaquim de Almeida | 36,62 / 100,00 | 3 / 7      |
| Porto de Mós        |         | Partido Social Democrata | Artur da Trindade  | 41,34 / 100,00 | 3 / 7      |

### Distrito de Lisboa
| Concelho               | Partido | Partido                              | Presidente           | %              | Vereadores |
| ---------------------- | ------- | ------------------------------------ | -------------------- | -------------- | ---------- |
| Alenquer               |         | Partido Socialista                   | Álvaro Pedro         | 43,45 / 100,00 | 3 / 7      |
| Amadora                |         | Aliança Povo Unido                   | Orlando de Almeida   | 37,61 / 100,00 | 4 / 11     |
| Arruda dos Vinhos      |         | Partido Socialista                   | Jorge Oliveira       | 54,20 / 100,00 | 3 / 5      |
| Azambuja               |         | Aliança Povo Unido                   | Joaquim Correia      | 31,83 / 100,00 | 3 / 7      |
| Cadaval                |         | Partido Social Democrata             | João Correia         | 46,23 / 100,00 | 4 / 7      |
| Cascais                |         | Partido do Centro Democrático Social | Carlos Rosa          | 48,57 / 100,00 | 5 / 9      |
| Lisboa                 |         | Aliança Democrática                  | Nuno Krus Abecasis   | 46,67 / 100,00 | 9 / 17     |
| Loures                 |         | Aliança Povo Unido                   | Severiano Falcão     | 36,69 / 100,00 | 5 / 11     |
| Lourinhã               |         | Partido Socialista                   | José Máximo da Costa | 47,20 / 100,00 | 4 / 7      |
| Mafra                  |         | Aliança Democrática                  | Filberto Barquinha   | 46,64 / 100,00 | 3 / 7      |
| Oeiras                 |         | Aliança Democrática                  | João Ramos           | 45,34 / 100,00 | 4 / 9      |
| Sintra                 |         | Aliança Democrática                  | José Lopes           | 40,15 / 100,00 | 5 / 11     |
| Sobral de Monte Agraço |         | Aliança Povo Unido                   | António Bogalho      | 45,77 / 100,00 | 3 / 5      |
| Torres Vedras          |         | Partido Socialista                   | Alberto Avelino      | 34,81 / 100,00 | 3 / 7      |
| Vila Franca de Xira    |         | Aliança Povo Unido                   | Daniel Branco        | 44,68 / 100,00 | 4 / 9      |

### Região Autónoma da Madeira
| Concelho        | Partido | Partido                  | Presidente                 | %    | Vereadores |
| --------------- | ------- | ------------------------ | -------------------------- | ---- | ---------- |
| Calheta         |         | Partido Social Democrata | Antero Vasconcelos e Sousa | 76,7 | 4 / 5      |
| Câmara de Lobos |         | Partido Social Democrata | João Dantas                | 74,0 | 7 / 7      |
| Funchal         |         | Partido Social Democrata | Virgílio Pereira           | 59,5 | 6 / 9      |
| Machico         |         | Partido Social Democrata | Jorge Gomes                | 53,7 | 4 / 7      |
| Ponta do Sol    |         | Partido Social Democrata | José Pita                  | 84,4 | 5 / 5      |
| Porto Moniz     |         | Partido Social Democrata | David Canha                | 64,9 | 4 / 5      |
| Porto Santo     |         | Partido Social Democrata | Jorge de Freitas           | 58,0 | 3 / 5      |
| Ribeira Brava   |         | Partido Social Democrata | Luís Mendes                | 81,0 | 5 / 5      |
| Santa Cruz      |         | Partido Social Democrata | Manuel de Jesus            | 73,8 | 6 / 7      |
| Santana         |         | Partido Social Democrata | Manuel de Nóbrega          | 78,0 | 5 / 5      |
| São Vicente     |         | Partido Social Democrata | Gabriel Drumond            | 70,0 | 4 / 5      |

### Distrito de Portalegre
| Concelho        | Partido | Partido                  | Presidente         | %              | Vereadores |
| --------------- | ------- | ------------------------ | ------------------ | -------------- | ---------- |
| Alter do Chão   |         | Partido Socialista       | Francisco Sancho   | 34,36 / 100,00 | 2 / 5      |
| Arronches       |         | Partido Socialista       | Miguel Lagarto     | 54,64 / 100,00 | 3 / 5      |
| Avis            |         | Aliança Povo Unido       | António Bartolomeu | 56,33 / 100,00 | 3 / 5      |
| Campo Maior     |         | Partido Socialista       | Rui Nabeiro        | 56,58 / 100,00 | 3 / 5      |
| Castelo de Vide |         | Partido Socialista       | Carolino Tapadojo  | 54,78 / 100,00 | 3 / 5      |
| Crato           |         | Partido Socialista       | João de Matos      | 38,69 / 100,00 | 2 / 5      |
| Elvas           |         | Partido Social Democrata | Joaquim Trindade   | 31,80 / 100,00 | 2 / 7      |
| Fronteira       |         | Partido Socialista       | João Semedo        | 62,05 / 100,00 | 3 / 5      |
| Gavião          |         | Partido Socialista       | António Rúbio      | 45,01 / 100,00 | 3 / 5      |
| Marvão          |         | Partido Socialista       | Manuel Pedro Paz   | 49,07 / 100,00 | 3 / 5      |
| Monforte        |         | Partido Socialista       | António Falé Canoa | 57,11 / 100,00 | 3 / 5      |
| Nisa            |         | Partido Socialista       | Carlos Correia     | 40,05 / 100,00 | 2 / 5      |
| Ponte de Sor    |         | Aliança Povo Unido       | José Amante        | 51,22 / 100,00 | 4 / 7      |
| Portalegre      |         | Aliança Democrática      | João Maçãs         | 41,08 / 100,00 | 3 / 7      |
| Sousel          |         | Partido Social Democrata | Artur Pereira      | 46,94 / 100,00 | 3 / 5      |

### Distrito do Porto
| Concelho           | Partido | Partido                              | Presidente                  | %              | Vereadores |
| ------------------ | ------- | ------------------------------------ | --------------------------- | -------------- | ---------- |
| Amarante           |         | Partido Social Democrata             | Amadeu da Silva             | 44,07 / 100,00 | 4 / 7      |
| Baião              |         | Aliança Democrática                  | Abel Ribeiro                | 46,93 / 100,00 | 4 / 7      |
| Felgueiras         |         | Partido Socialista                   | José de Matos               | 44,85 / 100,00 | 4 / 7      |
| Gondomar           |         | Aliança Democrática                  | Álvaro de Sousa             | 38,97 / 100,00 | 4 / 9      |
| Lousada            |         | Aliança Democrática                  | Amílcar Neto                | 51,59 / 100,00 | 4 / 7      |
| Maia               |         | Aliança Democrática                  | José Vieira de Carvalho     | 45,63 / 100,00 | 5 / 9      |
| Marco de Canaveses |         | Aliança Democrática                  | Amadeu Encarnação           | 58,44 / 100,00 | 5 / 7      |
| Matosinhos         |         | Partido Socialista                   | Narciso Miranda             | 42,43 / 100,00 | 4 / 9      |
| Paços de Ferreira  |         | Partido Social Democrata             | Fernando Vasconcelos        | 45,25 / 100,00 | 4 / 7      |
| Paredes            |         | Partido do Centro Democrático Social | Jorge Malheiro              | 41,36 / 100,00 | 4 / 7      |
| Penafiel           |         | Aliança Democrática                  | António Alves               | 52,08 / 100,00 | 4 / 7      |
| Porto              |         | Aliança Democrática                  | Alfredo Coelho de Magalhães | 48,67 / 100,00 | 7 / 13     |
| Póvoa de Varzim    |         | Partido do Centro Democrático Social | Manuel da Silva             | 40,10 / 100,00 | 3 / 7      |
| Santo Tirso        |         | Aliança Democrática                  | Armando de Magalhães        | 45,08 / 100,00 | 5 / 9      |
| Valongo            |         | Aliança Democrática                  | Aires Martins               | 42,46 / 100,00 | 3 / 7      |
| Vila do Conde      |         | Partido Socialista                   | Fernando Gomes              | 53,05 / 100,00 | 4 / 7      |
| Vila Nova de Gaia  |         | Aliança Democrática                  | Hermenegildo Tavares        | 44,06 / 100,00 | 5 / 11     |

### Distrito de Santarém
| Concelho               | Partido | Partido                  | Presidente          | %              | Vereadores |
| ---------------------- | ------- | ------------------------ | ------------------- | -------------- | ---------- |
| Abrantes               |         | Partido Socialista       | José de Jesus       | 38,86 / 100,00 | 3 / 7      |
| Alcanena               |         | Aliança Democrática      | António Dias        | 42,89 / 100,00 | 3 / 7      |
| Almeirim               |         | Partido Socialista       | Alfredo Calado      | 52,39 / 100,00 | 4 / 7      |
| Alpiarça               |         | Aliança Povo Unido       | Olímpio de Oliveira | 66,67 / 100,00 | 4 / 5      |
| Benavente              |         | Aliança Povo Unido       | António Ganhão      | 52,22 / 100,00 | 4 / 7      |
| Cartaxo                |         | Partido Socialista       | Renato Campos       | 48,89 / 100,00 | 4 / 7      |
| Chamusca               |         | Aliança Povo Unido       |                     | 38,90 / 100,00 | 3 / 7      |
| Constância             |         | Partido Social Democrata | Fernando da Silva   | 34,90 / 100,00 | 2 / 5      |
| Coruche                |         | Aliança Povo Unido       | Carlos Gomes        | 59,45 / 100,00 | 5 / 7      |
| Entroncamento          |         | Partido Socialista       | Afonso Lopes        | 47,83 / 100,00 | 3 / 5      |
| Ferreira do Zêzere     |         | Aliança Democrática      | António Antunes     | 78,26 / 100,00 | 5 / 5      |
| Golegã                 |         | Partido Socialista       | José Godinho        | 52,92 / 100,00 | 3 / 5      |
| Mação                  |         | Aliança Democrática      |                     | 60,54 / 100,00 | 5 / 7      |
| Ourém                  |         | Partido Social Democrata | Mário Albuquerque   | 28,82 / 100,00 | 2 / 7      |
| Rio Maior              |         | Aliança Democrática      | Manuel Nobre        | 64,34 / 100,00 | 5 / 7      |
| Salvaterra de Magos    |         | Partido Socialista       |                     | 46,09 / 100,00 | 4 / 7      |
| Santarém               |         | Partido Socialista       | Ladislau Botas      | 41,51 / 100,00 | 3 / 7      |
| Sardoal                |         | Partido Socialista       | Maria Chambel       | 62,25 / 100,00 | 3 / 5      |
| Tomar                  |         | Aliança Democrática      | Amândio Murta       | 55,02 / 100,00 | 5 / 7      |
| Torres Novas           |         | Aliança Democrática      | Casimiro Pereira    | 42,25 / 100,00 | 3 / 7      |
| Vila Nova da Barquinha |         | Partido Socialista       | Rui Picciochi       | 45,72 / 100,00 | 2 / 5      |

### Distrito de Setúbal
| Concelho          | Partido | Partido            | Presidente            | %              | Vereadores |
| ----------------- | ------- | ------------------ | --------------------- | -------------- | ---------- |
| Alcácer do Sal    |         | Aliança Povo Unido | Arlindo Passos        | 62,71 / 100,00 | 5 / 7      |
| Alcochete         |         | Aliança Povo Unido | Constantino Rodrigues | 54,73 / 100,00 | 4 / 5      |
| Almada            |         | Aliança Povo Unido | José Vieira           | 47,57 / 100,00 | 6 / 11     |
| Barreiro          |         | Aliança Povo Unido | Hélder Madeira        | 62,10 / 100,00 | 6 / 9      |
| Grândola          |         | Aliança Povo Unido | António Mendes        | 65,02 / 100,00 | 5 / 7      |
| Moita             |         | Aliança Povo Unido | José Apolónia         | 67,06 / 100,00 | 6 / 7      |
| Montijo           |         | Aliança Povo Unido | Acácio Dores          | 43,48 / 100,00 | 4 / 7      |
| Palmela           |         | Aliança Povo Unido | Edgar Costa           | 59,94 / 100,00 | 5 / 7      |
| Santiago do Cacém |         | Aliança Povo Unido | José Cheis            | 54,76 / 100,00 | 4 / 7      |
| Seixal            |         | Aliança Povo Unido | Eufrázio José         | 57,79 / 100,00 | 6 / 9      |
| Sesimbra          |         | Aliança Povo Unido | Ezequiel Lino         | 62,30 / 100,00 | 5 / 7      |
| Setúbal           |         | Aliança Povo Unido | Francisco Lobo        | 44,92 / 100,00 | 4 / 9      |
| Sines             |         | Aliança Povo Unido | Francisco do Pacheco  | 62,03 / 100,00 | 4 / 5      |

### Distrito de Viana do Castelo
| Concelho              | Partido | Partido                              | Presidente        | %              | Vereadores |
| --------------------- | ------- | ------------------------------------ | ----------------- | -------------- | ---------- |
| Arcos de Valdevez     |         | Aliança Democrática                  | Joaquim Cerqueira | 64,88 / 100,00 | 5 / 7      |
| Caminha               |         | Partido Socialista                   | José Guerreiro    | 50,39 / 100,00 | 4 / 7      |
| Melgaço               |         | Aliança Democrática                  | Manuel Silva      | 47,69 / 100,00 | 3 / 5      |
| Monção                |         | Partido do Centro Democrático Social | Daniel Domingues  | 64,03 / 100,00 | 6 / 7      |
| Paredes de Coura      |         | Partido Socialista                   | José Guerreiro    | 42,00 / 100,00 | 3 / 5      |
| Ponte da Barca        |         | Aliança Democrática                  | José Peixoto      | 63,77 / 100,00 | 4 / 5      |
| Ponte de Lima         |         | Aliança Democrática                  | João Lima         | 77,32 / 100,00 | 6 / 7      |
| Valença               |         | Aliança Democrática                  |                   | 58,80 / 100,00 | 5 / 7      |
| Viana do Castelo      |         | Aliança Democrática                  | Manuel de Araújo  | 53,85 / 100,00 | 5 / 9      |
| Vila Nova de Cerveira |         | Aliança Democrática                  | João Costa        | 67,04 / 100,00 | 4 / 5      |

### Distrito de Vila Real
| Concelho                 | Partido | Partido                              | Presidente       | %    | Vereadores |
| ------------------------ | ------- | ------------------------------------ | ---------------- | ---- | ---------- |
| Alijó                    |         | Aliança Democrática                  | Aníbal Ferreira  | 58,9 | 5 / 7      |
| Boticas                  |         | Partido Social Democrata             | José Fernandes   | 62,4 | 4 / 5      |
| Chaves                   |         | Partido Social Democrata             | Manuel Teixeira  | 69,3 | 6 / 7      |
| Mesão Frio               |         | Partido Social Democrata             | António da Silva | 58,1 | 3 / 5      |
| Mondim de Basto          |         | Partido do Centro Democrático Social | Nuno de Noronha  | 39,8 | 2 / 5      |
| Montalegre               |         | Partido Social Democrata             | José de Moura    | 63,4 | 5 / 7      |
| Murça                    |         | Partido Social Democrata             | António Pereira  | 36,6 | 2 / 5      |
| Peso da Régua            |         | Partido Socialista                   | António Aguiar   | 51,5 | 4 / 7      |
| Ribeira de Pena          |         | Partido Popular Monárquico           | João Pereira     | 71,5 | 4 / 5      |
| Sabrosa                  |         | Partido Social Democrata             | José Araújo      | 61,2 | 4 / 5      |
| Santa Marta de Penaguião |         | Aliança Democrática                  | Manuel Dias      | 53,0 | 3 / 5      |
| Valpaços                 |         | Aliança Democrática                  | Manuel Morais    | 80,0 | 6 / 7      |
| Vila Pouca de Aguiar     |         | Aliança Democrática                  | António Gil      | 63,4 | 5 / 7      |
| Vila Real                |         | Partido Social Democrata             | Armando Moreira  | 61,4 | 5 / 7      |

### Distrito de Viseu
| Concelho              | Partido | Partido                              | Presidente             | %    | Vereadores |
| --------------------- | ------- | ------------------------------------ | ---------------------- | ---- | ---------- |
| Armamar               |         | Aliança Democrática                  | António Monteiro       | 73,7 | 4 / 5      |
| Carregal do Sal       |         | Aliança Democrática                  | Artur da Silva         | 74,4 | 4 / 5      |
| Castro Daire          |         | Partido Social Democrata             | César Santos           | 67,3 | 6 / 7      |
| Cinfães               |         | Partido Social Democrata             | Manuel Ferreira        | 45,5 | 4 / 7      |
| Lamego                |         | Partido Social Democrata             | António Ferreira       | 48,3 | 4 / 7      |
| Mangualde             |         | Partido Socialista                   | Mário Lopes            | 27,0 | 2 / 7      |
| Moimenta da Beira     |         | Partido Social Democrata             | Manuel Pinto           | 39,0 | 2 / 5      |
| Mortágua              |         | Partido Social Democrata             | Bráulio de Sousa       | 65,3 | 4 / 5      |
| Nelas                 |         | Aliança Democrática                  | José Correia           | 53,8 | 4 / 7      |
| Oliveira de Frades    |         | Aliança Democrática                  | Manuel Silva e Almeida | 84,2 | 5 / 5      |
| Penalva do Castelo    |         | Partido do Centro Democrático Social | Gabriel Costa          | 66,2 | 4 / 5      |
| Penedono              |         | Aliança Democrática                  | António Gonçalves      | 53,7 | 3 / 5      |
| Resende               |         | Partido Social Democrata             | Albino de Matos        | 66,5 | 4 / 5      |
| Santa Comba Dão       |         | Aliança Democrática                  | José dos Santos        | 48,6 | 3 / 5      |
| São João da Pesqueira |         | Partido do Centro Democrático Social | João Costa             | 64,3 | 4 / 5      |
| São Pedro do Sul      |         | Partido Social Democrata             | Manuel Martins         | 45,8 | 4 / 7      |
| Sátão                 |         | Partido do Centro Democrático Social | Júlio Moniz            | 77,7 | 4 / 5      |
| Sernancelhe           |         | Aliança Democrática                  | Franclim Silva         | 79,7 | 5 / 5      |
| Tabuaço               |         | Partido do Centro Democrático Social |                        | 60,3 | 4 / 5      |
| Tarouca               |         | Aliança Democrática                  | Deodato Pais           | 65,3 | 4 / 5      |
| Tondela               |         | Partido do Centro Democrático Social | António da Cruz        | 43,1 | 3 / 7      |
| Vila Nova de Paiva    |         | Partido Social Democrata             | António Rebelo         | 38,8 | 2 / 5      |
| Viseu                 |         | Partido do Centro Democrático Social | Manuel de Amorim       | 37,5 | 4 / 9      |
| Vouzela               |         | Partido Social Democrata             | Augusto Guimarães      | 51,6 | 4 / 5      |

| Eleições autárquicas portuguesas de 1979 Distritos: Aveiro \| Beja \| Braga \| Bragança \| Castelo Branco \| Coimbra \| Évora \| Faro \| Guarda \| Leiria \| Lisboa \| Portalegre \| Porto \| Santarém \| Setúbal \| Viana do Castelo \| Vila Real \| Viseu \| Açores \| Madeira |

## Câmaras que mudaram de Partido
| Concelho                     | 1976-1979                  | 1976-1979                            | 1979-1982                  | 1979-1982                            |
| Concelho                     | Partido                    | Partido                              | Partido                    | Partido                              |
| Região Autónoma dos Açores   | Região Autónoma dos Açores | Região Autónoma dos Açores           | Região Autónoma dos Açores | Região Autónoma dos Açores           |
| ---------------------------- | -------------------------- | ------------------------------------ | -------------------------- | ------------------------------------ |
| Lajes das Flores             |                            | Partido Social Democrata             |                            | Partido Socialista                   |
| Santa Cruz das Flores        |                            | Partido do Centro Democrático Social |                            | Partido Social Democrata             |
| Distrito de Aveiro           |                            |                                      |                            |                                      |
| Espinho                      |                            | Partido Socialista                   |                            | Aliança Democrática                  |
| Mealhada                     |                            | Partido Socialista                   |                            | Aliança Democrática                  |
| São João da Madeira          |                            | Partido Socialista                   |                            | Aliança Democrática                  |
| Vale de Cambra               |                            | Partido do Centro Democrático Social |                            | Partido Social Democrata             |
| Distrito de Beja             |                            |                                      |                            |                                      |
| Alvito                       |                            | Partido Socialista                   |                            | Aliança Povo Unido                   |
| Moura                        |                            | Partido Socialista                   |                            | Aliança Povo Unido                   |
| Vidigueira                   |                            | Partido Socialista                   |                            | Aliança Povo Unido                   |
| Distrito de Braga            |                            |                                      |                            |                                      |
| Cabeceiras de Basto          |                            | Partido Socialista                   |                            | Aliança Democrática                  |
| Fafe                         |                            | Partido Social Democrata             |                            | Partido Socialista                   |
| Guimarães                    |                            | Partido Socialista                   |                            | Aliança Democrática                  |
| Vila Nova de Famalicão       |                            | Partido Social Democrata             |                            | Aliança Democrática                  |
| Distrito de Bragança         |                            |                                      |                            |                                      |
| Alfândega da Fé              |                            | Partido do Centro Democrático Social |                            | Partido Social Democrata             |
| Miranda do Douro             |                            | Partido do Centro Democrático Social |                            | Partido Socialista                   |
| Mirandela                    |                            | Partido do Centro Democrático Social |                            | Partido Social Democrata             |
| Torre de Moncorvo            |                            | Partido Socialista                   |                            | Partido Social Democrata             |
| Distrito de Castelo Branco   |                            |                                      |                            |                                      |
| Belmonte                     |                            | Partido Socialista                   |                            | Aliança Democrática                  |
| Castelo Branco               |                            | Partido Socialista                   |                            | Aliança Democrática                  |
| Fundão                       |                            | Partido Socialista                   |                            | Aliança Democrática                  |
| Oleiros                      |                            | Partido Social Democrata             |                            | Aliança Democrática                  |
| Penamacor                    |                            | Partido Socialista                   |                            | Aliança Democrática                  |
| Proença-a-Nova               |                            | Partido do Centro Democrático Social |                            | Aliança Democrática                  |
| Sertã                        |                            | Partido Social Democrata             |                            | Aliança Democrática                  |
| Vila de Rei                  |                            | Partido Social Democrata             |                            | Aliança Democrática                  |
| Distrito de Coimbra          |                            |                                      |                            |                                      |
| Arganil                      |                            | Partido Social Democrata             |                            | Aliança Democrática                  |
| Coimbra                      |                            | Partido Socialista                   |                            | Aliança Democrática                  |
| Góis                         |                            | Partido Socialista                   |                            | Partido Social Democrata             |
| Lousã                        |                            | Partido Socialista                   |                            | Partido Social Democrata             |
| Miranda do Corvo             |                            | Partido Social Democrata             |                            | Aliança Democrática                  |
| Oliveira do Hospital         |                            | Partido Social Democrata             |                            | Aliança Democrática                  |
| Pampilhosa da Serra          |                            | Partido Socialista                   |                            | Partido Social Democrata             |
| Penacova                     |                            | Partido Socialista                   |                            | Partido Social Democrata             |
| Distrito de Évora            |                            |                                      |                            |                                      |
| Mourão                       |                            | Partido Socialista                   |                            | Partido Social Democrata             |
| Distrito de Faro             |                            |                                      |                            |                                      |
| Albufeira                    |                            | Partido Socialista                   |                            | Aliança Democrática                  |
| Faro                         |                            | Partido Socialista                   |                            | Aliança Democrática                  |
| Loulé                        |                            | Partido Socialista                   |                            | Partido Social Democrata             |
| Monchique                    |                            | Partido Social Democrata             |                            | Aliança Democrática                  |
| Vila Real de Santo António   |                            | Partido Socialista                   |                            | Aliança Povo Unido                   |
| Distrito da Guarda           |                            |                                      |                            |                                      |
| Aguiar da Beira              |                            | Partido Social Democrata             |                            | Aliança Democrática                  |
| Celorico da Beira            |                            | Partido do Centro Democrático Social |                            | Aliança Democrática                  |
| Figueira de Castelo Rodrigo  |                            | Partido do Centro Democrático Social |                            | Partido Social Democrata             |
| Fornos de Algodres           |                            | Partido Social Democrata             |                            | Aliança Democrática                  |
| Manteigas                    |                            | Partido do Centro Democrático Social |                            | Aliança Democrática                  |
| Mêda                         |                            | Partido do Centro Democrático Social |                            | Aliança Democrática                  |
| Pinhel                       |                            | Partido do Centro Democrático Social |                            | Aliança Democrática                  |
| Sabugal                      |                            | Partido do Centro Democrático Social |                            | Partido Social Democrata             |
| Trancoso                     |                            | Partido Social Democrata             |                            | Aliança Democrática                  |
| Vila Nova de Foz Coa         |                            | Partido Social Democrata             |                            | Aliança Democrática                  |
| Distrito de Leiria           |                            |                                      |                            |                                      |
| Alcobaça                     |                            | Partido Socialista                   |                            | Aliança Democrática                  |
| Alvaiázere                   |                            | Partido Socialista                   |                            | Aliança Democrática                  |
| Ansião                       |                            | Partido Social Democrata             |                            | Aliança Democrática                  |
| Bombarral                    |                            | Partido do Centro Democrático Social |                            | Aliança Democrática                  |
| Marinha Grande               |                            | Partido Socialista                   |                            | Aliança Povo Unido                   |
| Peniche                      |                            | Partido Socialista                   |                            | Partido Social Democrata             |
| Distrito de Lisboa           |                            |                                      |                            |                                      |
| Azambuja                     |                            | Partido Socialista                   |                            | Aliança Povo Unido                   |
| Cadaval                      |                            | Partido Socialista                   |                            | Partido Social Democrata             |
| Cascais                      |                            | Partido Socialista                   |                            | Partido do Centro Democrático Social |
| Lisboa                       |                            | Partido Socialista                   |                            | Aliança Democrática                  |
| Loures                       |                            | Partido Socialista                   |                            | Aliança Povo Unido                   |
| Mafra                        |                            | Partido Socialista                   |                            | Aliança Democrática                  |
| Oeiras                       |                            | Partido Socialista                   |                            | Aliança Democrática                  |
| Sintra                       |                            | Partido Socialista                   |                            | Aliança Democrática                  |
| Sobral de Monte Agraço       |                            | Partido Socialista                   |                            | Aliança Povo Unido                   |
| Região Autónoma da Madeira   |                            |                                      |                            |                                      |
| Porto Santo                  |                            | Partido Socialista                   |                            | Partido Social Democrata             |
| Distrito de Portalegre       |                            |                                      |                            |                                      |
| Elvas                        |                            | Partido Socialista                   |                            | Partido Social Democrata             |
| Portalegre                   |                            | Partido Socialista                   |                            | Aliança Democrática                  |
| Sousel                       |                            | Frente Eleitoral Povo Unido          |                            | Partido Social Democrata             |
| Distrito do Porto            |                            |                                      |                            |                                      |
| Baião                        |                            | Partido Socialista                   |                            | Aliança Democrática                  |
| Gondomar                     |                            | Partido Socialista                   |                            | Aliança Democrática                  |
| Lousada                      |                            | Partido Social Democrata             |                            | Aliança Democrática                  |
| Maia                         |                            | Partido Socialista                   |                            | Aliança Democrática                  |
| Marco de Canaveses           |                            | Partido Social Democrata             |                            | Aliança Democrática                  |
| Penafiel                     |                            | Partido Social Democrata             |                            | Aliança Democrática                  |
| Porto                        |                            | Partido Socialista                   |                            | Aliança Democrática                  |
| Santo Tirso                  |                            | Partido Socialista                   |                            | Aliança Democrática                  |
| Valongo                      |                            | Partido Socialista                   |                            | Aliança Democrática                  |
| Vila Nova de Gaia            |                            | Partido Socialista                   |                            | Aliança Democrática                  |
| Distrito de Santarém         |                            |                                      |                            |                                      |
| Alcanena                     |                            | Partido Socialista                   |                            | Aliança Democrática                  |
| Benavente                    |                            | Partido Socialista                   |                            | Aliança Povo Unido                   |
| Chamusca                     |                            | Partido Socialista                   |                            | Aliança Povo Unido                   |
| Constância                   |                            | Partido Socialista                   |                            | Partido Social Democrata             |
| Ferreira do Zêzere           |                            | Partido Social Democrata             |                            | Aliança Democrática                  |
| Mação                        |                            | Partido Social Democrata             |                            | Aliança Democrática                  |
| Ourém                        |                            | Partido do Centro Democrático Social |                            | Partido Social Democrata             |
| Rio Maior                    |                            | Partido Social Democrata             |                            | Aliança Democrática                  |
| Tomar                        |                            | Partido Socialista                   |                            | Aliança Democrática                  |
| Torres Novas                 |                            | Partido Socialista                   |                            | Aliança Democrática                  |
| Distrito de Setúbal          |                            |                                      |                            |                                      |
| Alcochete                    |                            | Partido Socialista                   |                            | Aliança Povo Unido                   |
| Montijo                      |                            | Partido Socialista                   |                            | Aliança Povo Unido                   |
| Setúbal                      |                            | Partido Socialista                   |                            | Aliança Povo Unido                   |
| Distrito de Viana do Castelo |                            |                                      |                            |                                      |
| Arcos de Valdevez            |                            | Partido Social Democrata             |                            | Aliança Democrática                  |
| Melgaço                      |                            | Partido Socialista                   |                            | Aliança Democrática                  |
| Paredes de Coura             |                            | Partido Social Democrata             |                            | Partido Socialista                   |
| Ponte da Barca               |                            | Partido Social Democrata             |                            | Aliança Democrática                  |
| Ponte de Lima                |                            | Partido do Centro Democrático Social |                            | Aliança Democrática                  |
| Valença                      |                            | Partido Socialista                   |                            | Aliança Democrática                  |
| Viana do Castelo             |                            | Partido Social Democrata             |                            | Aliança Democrática                  |
| Vila Nova de Cerveira        |                            | Partido Social Democrata             |                            | Aliança Democrática                  |
| Distrito de Vila Real        |                            |                                      |                            |                                      |
| Alijó                        |                            | Partido Socialista                   |                            | Aliança Democrática                  |
| Santa Marta de Penaguião     |                            | Partido Social Democrata             |                            | Aliança Democrática                  |
| Valpaços                     |                            | Partido Social Democrata             |                            | Aliança Democrática                  |
| Vila Pouca de Aguiar         |                            | Partido Social Democrata             |                            | Aliança Democrática                  |
| Distrito de Viseu            |                            |                                      |                            |                                      |
| Armamar                      |                            | Partido Social Democrata             |                            | Aliança Democrática                  |
| Carregal do Sal              |                            | Partido Social Democrata             |                            | Aliança Democrática                  |
| Cinfães                      |                            | Partido Socialista                   |                            | Partido Social Democrata             |
| Mangualde                    |                            | Partido do Centro Democrático Social |                            | Partido Socialista                   |
| Nelas                        |                            | Partido Social Democrata             |                            | Aliança Democrática                  |
| Oliveira de Frades           |                            | Partido Social Democrata             |                            | Aliança Democrática                  |
| Penedono                     |                            | Partido Social Democrata             |                            | Aliança Democrática                  |
| Santa Comba Dão              |                            | Partido Socialista                   |                            | Aliança Democrática                  |
| São Pedro do Sul             |                            | Partido do Centro Democrático Social |                            | Partido Social Democrata             |
| Sernancelhe                  |                            | Partido do Centro Democrático Social |                            | Aliança Democrática                  |
| Tabuaço                      |                            | Partido Social Democrata             |                            | Partido do Centro Democrático Social |
| Tarouca                      |                            | Partido Social Democrata             |                            | Aliança Democrática                  |